# Ford of Britain

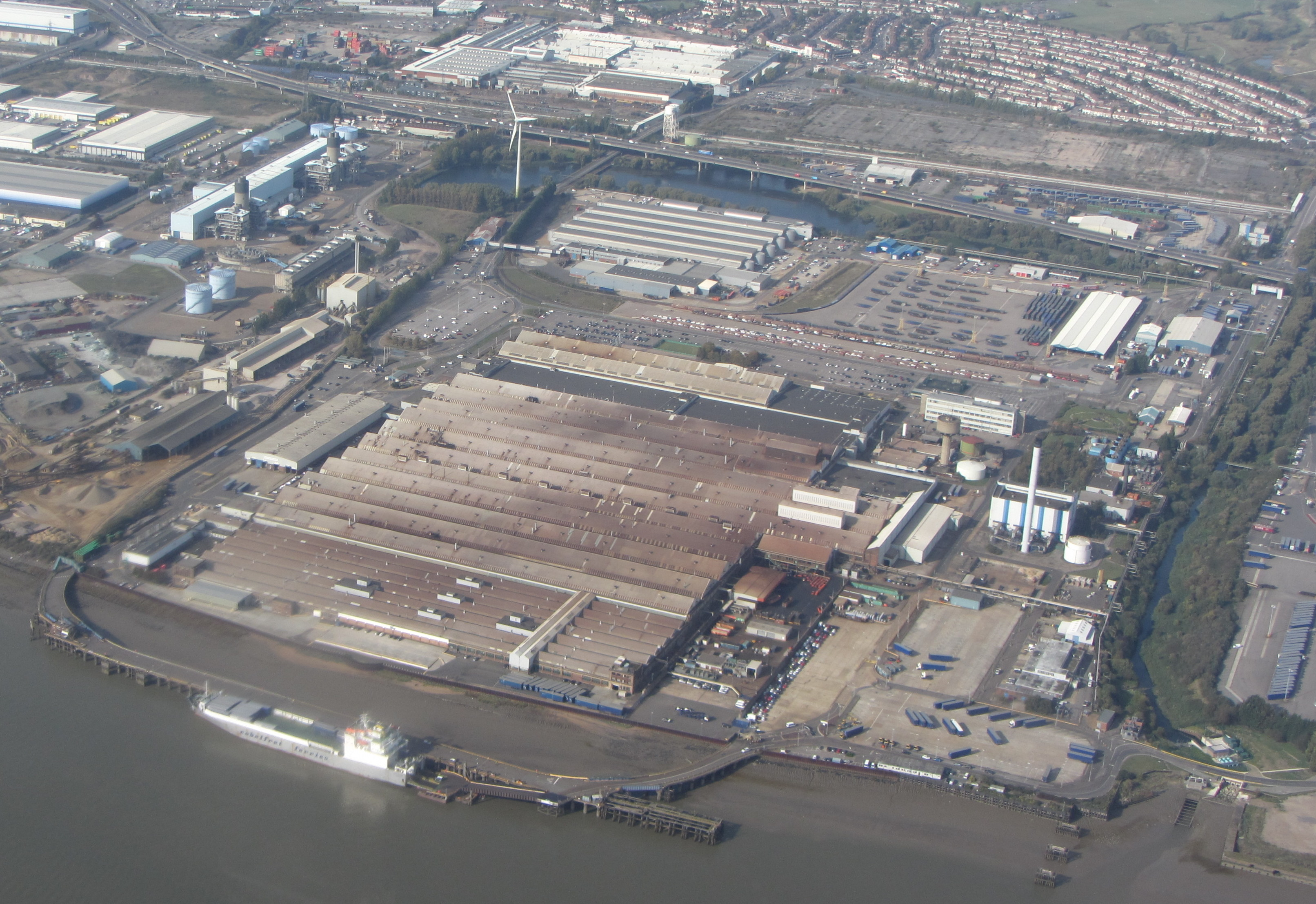
Zakłady Forda w Dagenham

Ford of Britain, właściwie Ford Motor Company Limited – brytyjski oddział amerykańskiego koncernu motoryzacyjnego Ford Motor Company, zajmujący się produkcją podzespołów samochodowych oraz sprzedażą i dystrybucją samochodów marki Ford na terenie Wielkiej Brytanii. Siedziba przedsiębiorstwa mieści się w Laindon.
Jest to najstarszy oddział Forda poza Ameryką Północną, założony w 1911 roku. Przez większą część swojej historii prowadził produkcję samochodów przeznaczonych na rynek brytyjski oraz na eksport do krajów trzecich; był jednym z największych producentów motoryzacyjnych na terenie Wielkiej Brytanii. W 1967 roku Ford of Britain oraz niemieckie Ford-Werke podporządkowane zostały nowo powołanemu oddziałowi ogólnoeuropejskiemu (Ford of Europe), którego siedziba do 1999 roku pozostawała w Wielkiej Brytanii. W następstwie tego połączenia, linia modelowa oferowana przez oba te oddziały uległa stopniowemu ujednoliceniu. Produkcja samochodów osobowych Forda w Wielkiej Brytanii zakończona została w 2002 roku, a dostawczych w 2013 roku. Wcześniej przedsiębiorstwo zajmowało się także produkcją samochodów ciężarowych (do 1986) i ciągników rolniczych (do 1991).

## Historia

### Do 1945 r.
Pierwszy samochód marki Ford – Model A – sprowadzony został do Wielkiej Brytanii ze Stanów Zjednoczonych przez spółkę Central Motor Car Company w 1904 roku, niecały rok po uruchomieniu produkcji przez Ford Motor Company. Percival Percy, który od 1907 roku zaangażowany był w import samochodów Forda, za zgodą Henry’ego Forda założył w 1911 roku spółkę Ford Motor Company (England) Ltd. w celu podjęcia montażu Modelu T na terenie Anglii. Przedsiębiorstwo rozpoczęło produkcję w październiku tego samego roku na terenie dawnych zakładów taboru tramwajowego w Trafford Park, koło Manchesteru. W ciągu pierwszego roku fabrykę opuściło 3000 pojazdów, w 1914 roku roczna wielkość produkcji zbliżyła się do 10 tys. – przewyższała możliwości produkcyjne sześciu kolejnych największych brytyjskich producentów razem wziętych. Pierwotnie wszystkie części do montażu samochodów sprowadzane były ze Stanów Zjednoczonych, jednak z czasem produkcję kolejnych komponentów podejmowano na miejscu. Do 1925 roku w Wielkiej Brytanii sprzedanych zostało 250 tys. egzemplarzy Modelu T, w wielu latach był to najlepiej sprzedający się samochód na rynku.
W drugiej połowie lat 20. Percival Percy i Henry Ford uzgodnili „plan na rok 1928”. Postanowiono o budowie wielkiego kompleksu fabrycznego w Dagenham, na wschód od Londynu, wzorowanego na amerykańskich zakładach Forda w Dearborn. Miał on prowadzić produkcję zarówno na rynek rodzimy, jak i na eksport do innych krajów europejskich oraz imperium brytyjskiego. Nowo powołana spółka Ford Motor Company Ltd., z siedzibą w Dagenham, otrzymała pakiet kontrolny we wszystkich istniejących europejskich filiach Forda, m.in. w Niemczech i Francji. Fabryka w Dagenham rozpoczęła działalność w 1931 roku, pierwszy samochód – ciężarowy Model AA opuścił ją 1 października tegoż roku. Równolegle z otwarciem fabryki w Dagenham, Ford zakończył produkcję w zakładach w Trafford Park.
Otwarcie fabryki w Dagenham zbiegło się w czasie z wielkim kryzysem, który stawił pod znakiem zapytania realizację planów Forda. Wiele krajów europejskich wprowadziło politykę protekcjonizmu, utrudniając lub uniemożliwiając import samochodów z zagranicy; jednym z rezultatów był rozwój rodzimej produkcji przez oddziały Forda w Niemczech oraz Francji i wykształcenie przez nie odrębnych linii modelowych. Kolejnym, specyficznym dla Wielkiej Brytanii, problemem Forda był podatek dla posiadaczy samochodów, którego wysokość uzależniona była od mocy silnika. Model A, zaprojektowany w Stanach Zjednoczonych następca Modelu T, wyposażony w 3-litrowy silnik podlegał znacznie wyższej stawce podatkowej niż konkurencyjne modele wyposażone w mniejsze silniki, opracowane w Wielkiej Brytanii z uwzględnieniem obowiązujących realiów podatkowych. W sierpniu 1932 roku w Dagenham uruchomiono produkcję Modelu Y z silnikiem o pojemności 993 cm³, opracowanego w Dearborn specjalnie na potrzeby rynku brytyjskiego i europejskiego. Samochód ten odniósł wielki sukces komercyjny, powtórzony w kolejnych latach przez Model C oraz ciężarówki Fordson. W 1933 roku w fabryce w Dagenham podjęto także produkcję ciągników rolniczych, wcześniej prowadzoną w zakładach Forda w Cork, w Irlandii.
Podczas II wojny światowej produkcja przestawiona została na potrzeby wojskowe. W zakładach w Dagenham do 1945 roku wyprodukowanych zostało 13 tysięcy transporterów opancerzonych Universal Carrier, 185 tysięcy innych pojazdów wojskowych oraz 250 tysięcy silników V8. W nieczynnej fabryce Trafford Park uruchomiono produkcję silników lotniczych Rolls-Royce Merlin, których do końca wojny wyprodukowano tam 30 tysięcy.

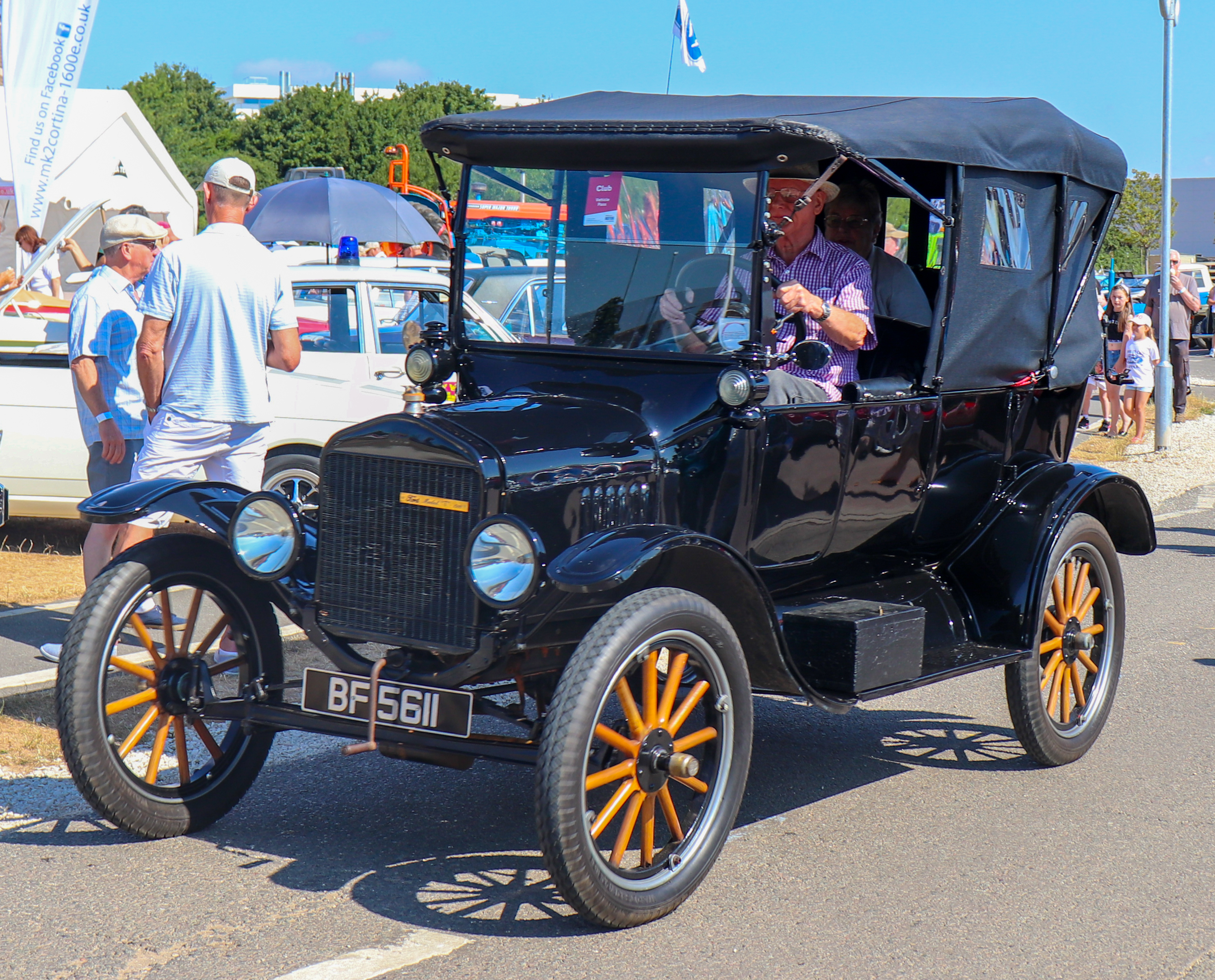
Ford Model T (1918)
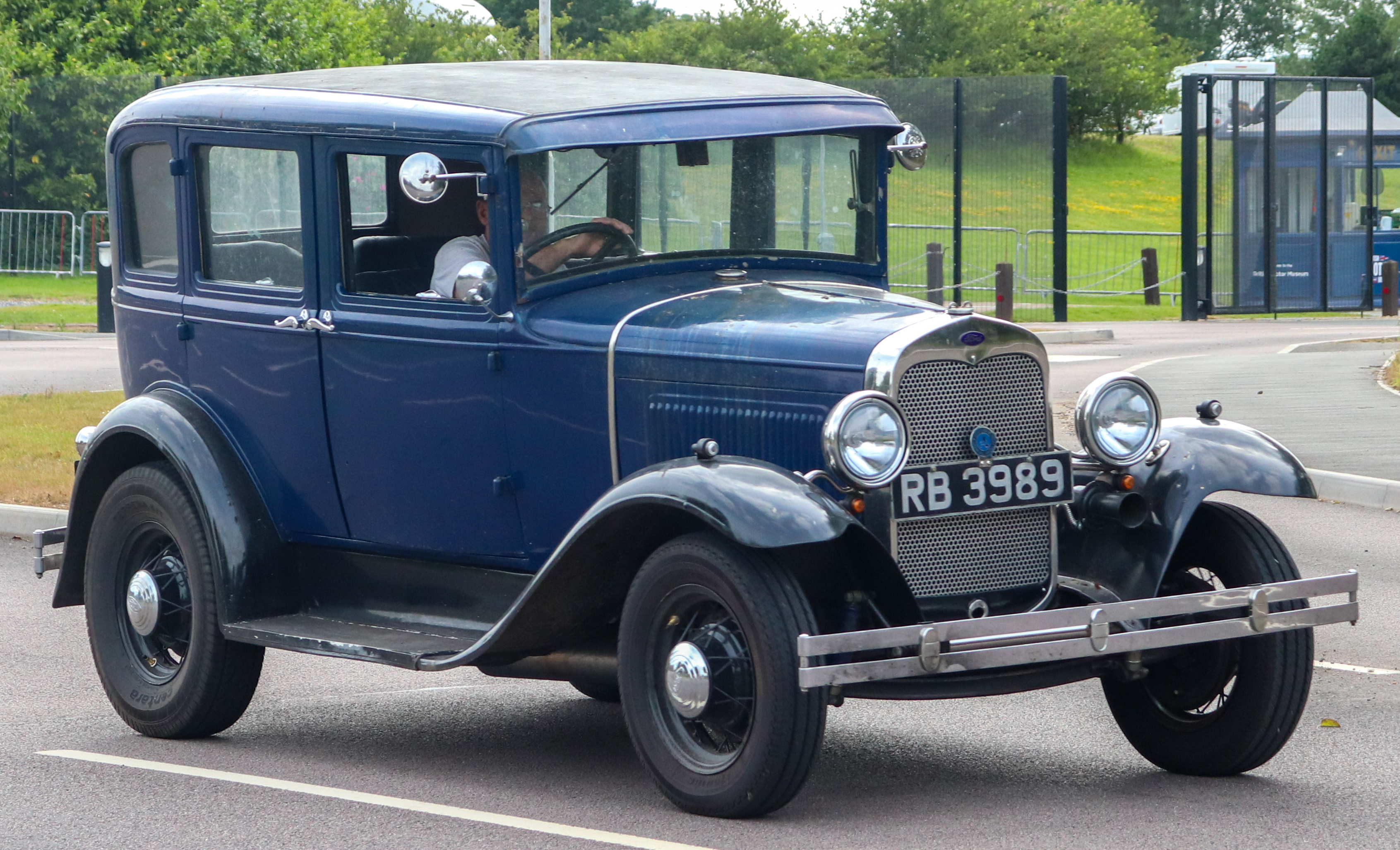
Ford Model A (1933)
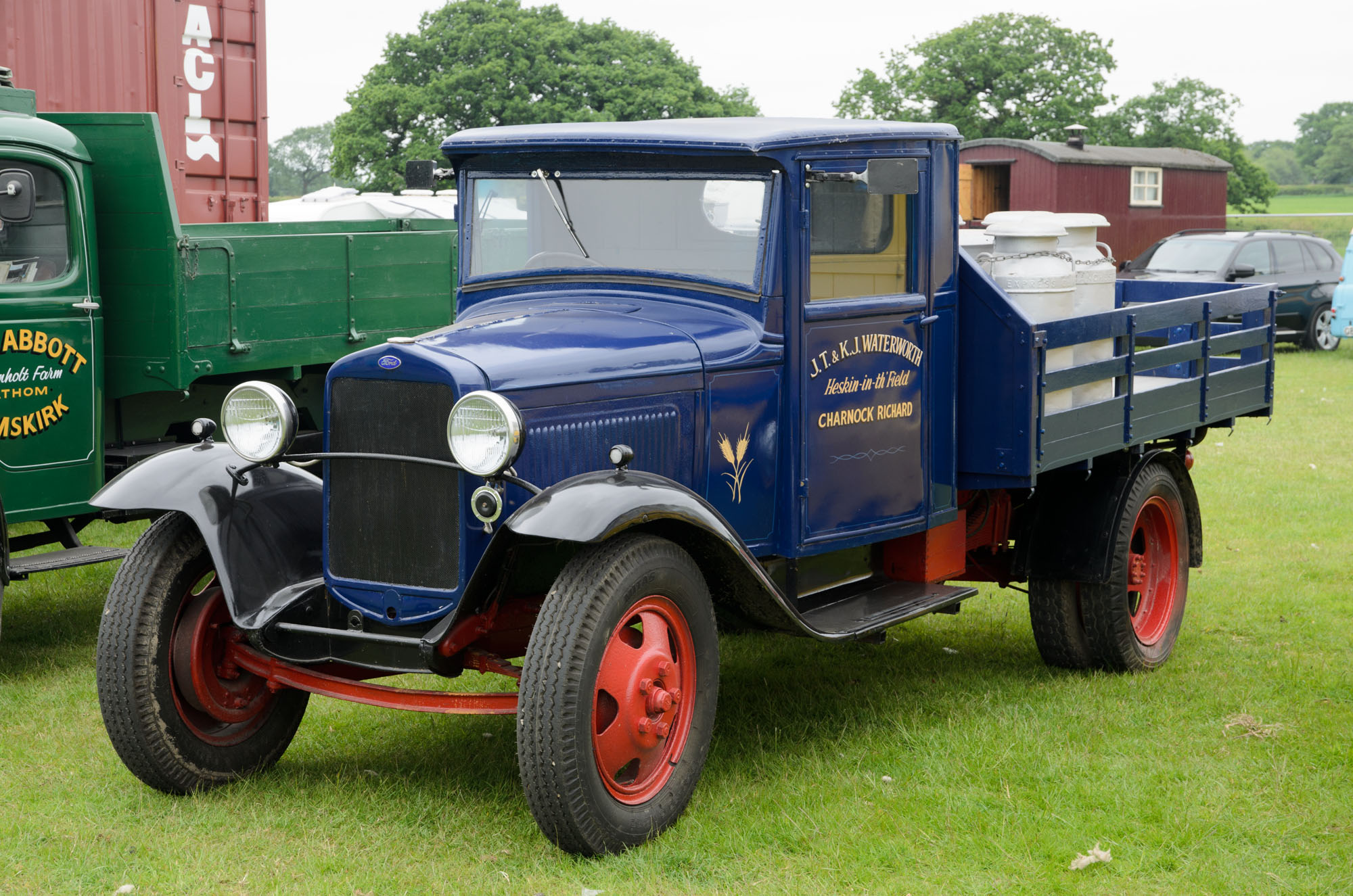
Ford Model AA (1935)
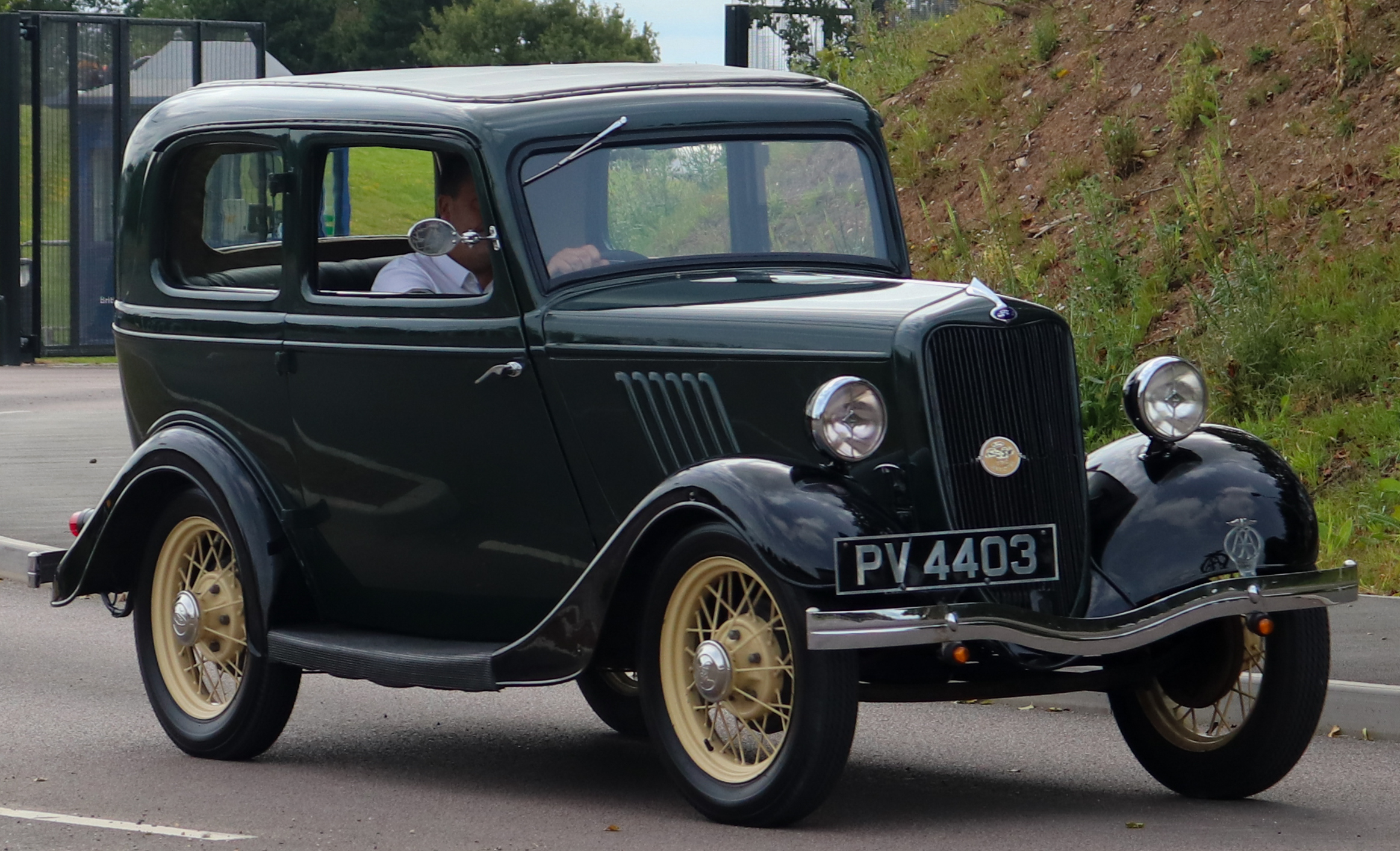
Ford Model Y (1938)

### Okres powojenny
Ford wznowił produkcję samochodów na rynek cywilny wkrótce po zakończeniu wojny, skupiając się początkowo na stosunkowo prostych i tanich modelach, jak Anglia, Popular i ciężarowy Fordson/Thames E83W. W 1945 roku rząd brytyjski zobowiązał rodzimych producentów, w tym Forda, do eksportu 50% produkowanych samochodów (od 1947 roku – 75%), w celu redukcji deficytu handlowego wynikającego z konieczności importu znacznych ilości żywności i surowców, m.in. wykorzystywanej w przemyśle motoryzacyjnym stali. W latach 1945–1955 Ford wyeksportował ponad 1 mln wyprodukowanych w Wielkiej Brytanii samochodów, co stanowiło około 1/4 wszystkich wyeksportowanych w tym okresie aut produkcji brytyjskiej. Wśród rynków eksportowych znalazły się Stany Zjednoczone, gdzie brytyjska linia modelowa oferowana była równolegle do modeli konstrukcji rodzimej, choć cieszyła się tam znikomym zainteresowaniem. W latach 1948–1970 w USA sprzedanych zostało łącznie 250 tys. brytyjskich fordów.
W 1951 roku zaprezentowane zostały należące do klasy średniej modele Consul i Zephyr, uznawane za przełomowe w historii brytyjskiego Forda. Były to pierwsze samochody tej marki wyposażone w silniki OHV, niezależne zawieszenie z kolumnami MacPhersona oraz nadwozie samonośne. Lata 50. zapoczątkowały wieloletni okres znacznego rozwoju Forda w Wielkiej Brytanii. Zakłady w Dagenham, zatrudniające wówczas ponad 40 tysięcy pracowników, kilkakrotnie rozbudowywano. Przedsiębiorstwo nabyło dodatkowe fabryki, by sprostać rosnącemu popytowi, m.in. w Slough (1949) i Southampton (1953), do których przeniesiono produkcję samochodów ciężarowych i dostawczych, oraz Halewood (1963), gdzie podjęto montaż samochodów osobowych.
Kolejnymi znaczącymi sukcesami komercyjnymi Forda była nowa generacja kompaktowego modelu Anglia (105E), wprowadzona do sprzedaży w 1959 roku – pierwszy samochód osobowy Forda wyposażony w 4-biegową skrzynię biegów – oraz rodzinny model Cortina, zaprezentowany w 1962 roku. W latach 60. Ford zaangażował się w sporty motorowe – model Cortina z powodzeniem startował w licznych rajdach samochodowych, Ford GT40 zajął w 1966 roku wszystkie trzy miejsca na podium w wyścigu Le Mans, a w 1967 roku Ford podjął we współpracy z Cosworth produkcję silników DFV dla Formuły 1.
W czerwcu 1968 roku w zakładzie w Dagenham miał miejsce kilkutygodniowy strajk szwaczek, wytwarzających pokrycia foteli samochodowych, które sprzeciwiły się przekwalifikowaniu ich zawodu do niższej kategorii płacowej. Ich pensja miała być przy tym o 15% niższa niż przeciętna płaca mężczyzn, wykonujących zawody zaliczone do tej samej kategorii. Strajk doprowadził do uchwalenia przez parlament brytyjski w 1970 roku Equal Pay Act, który zobowiązywał pracodawców do wypłacania jednakowych pensji osobom wykonującym „tę samą lub zasadniczo podobną” pracę niezależnie od płci.

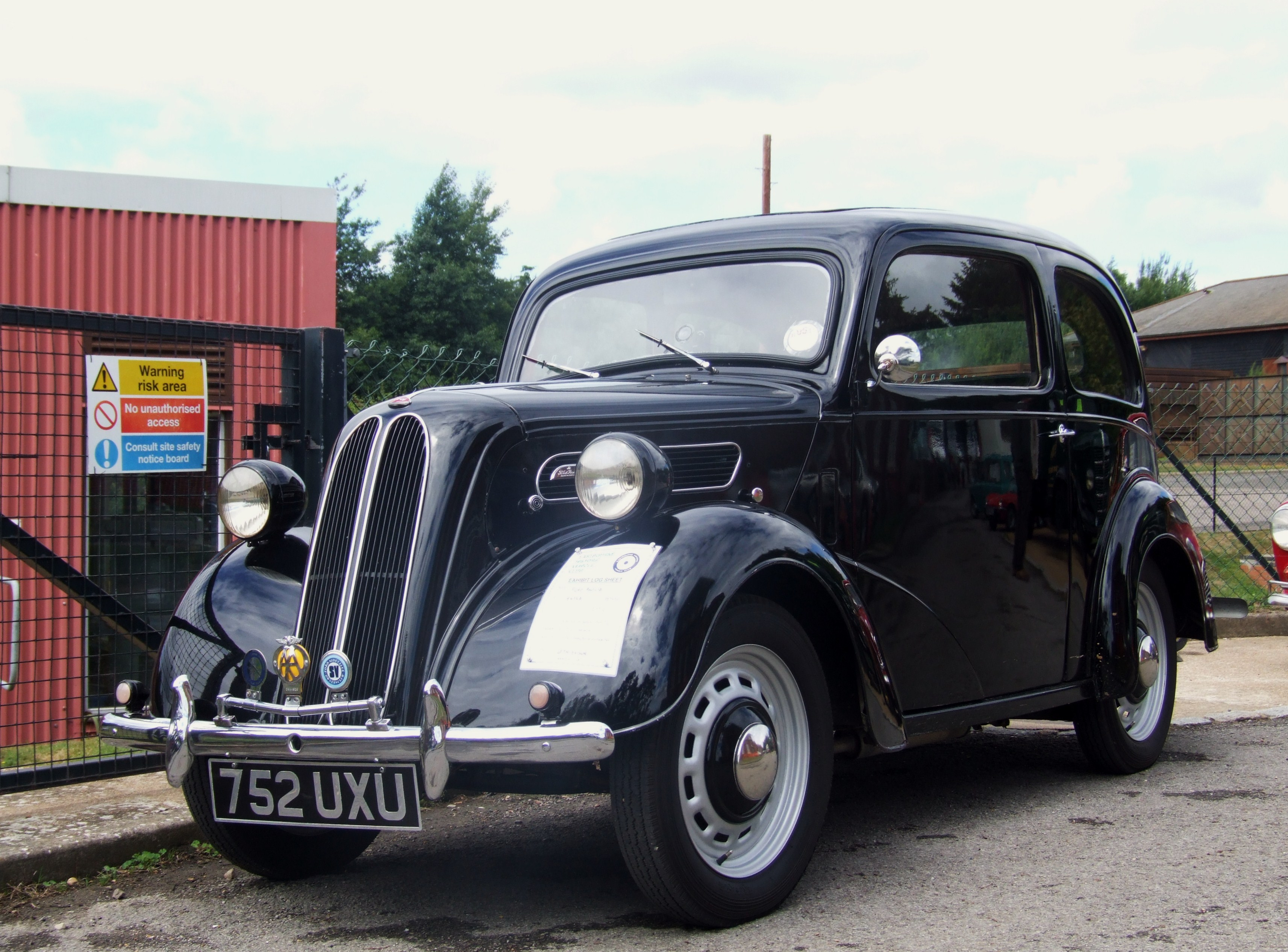
Ford Anglia E494A (1952)
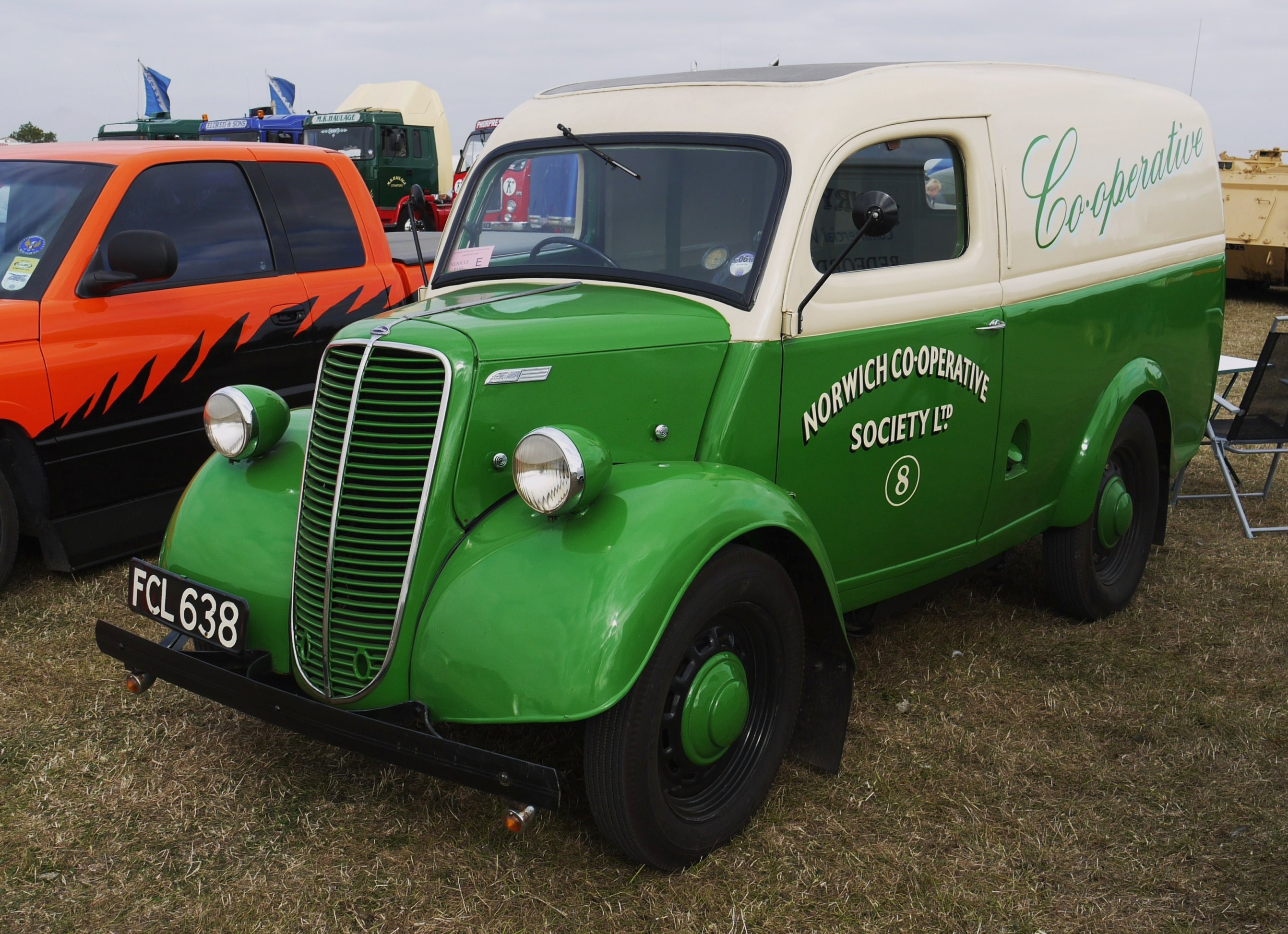
Ford Thames E83W (1953)
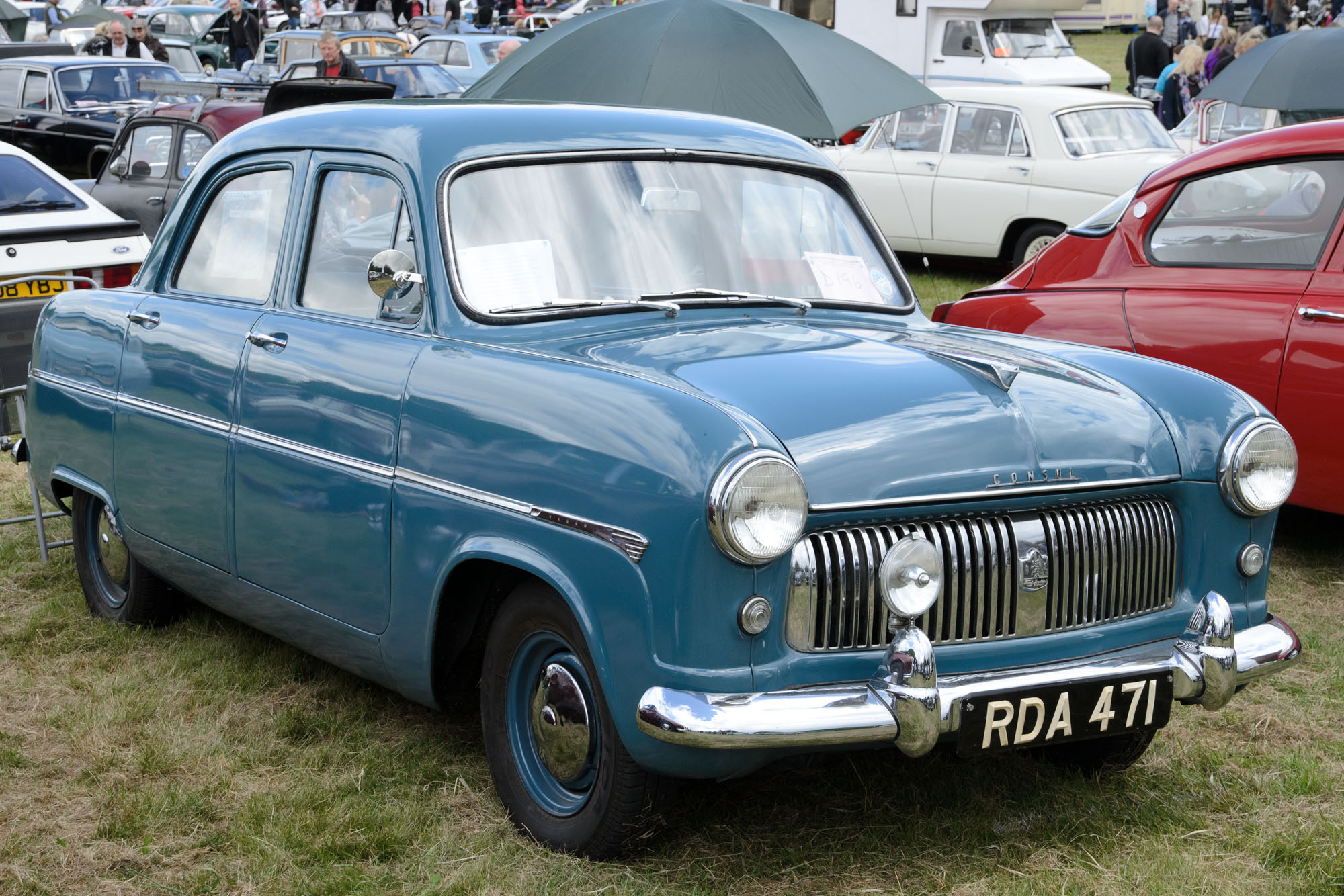
Ford Consul Mk I (1956)
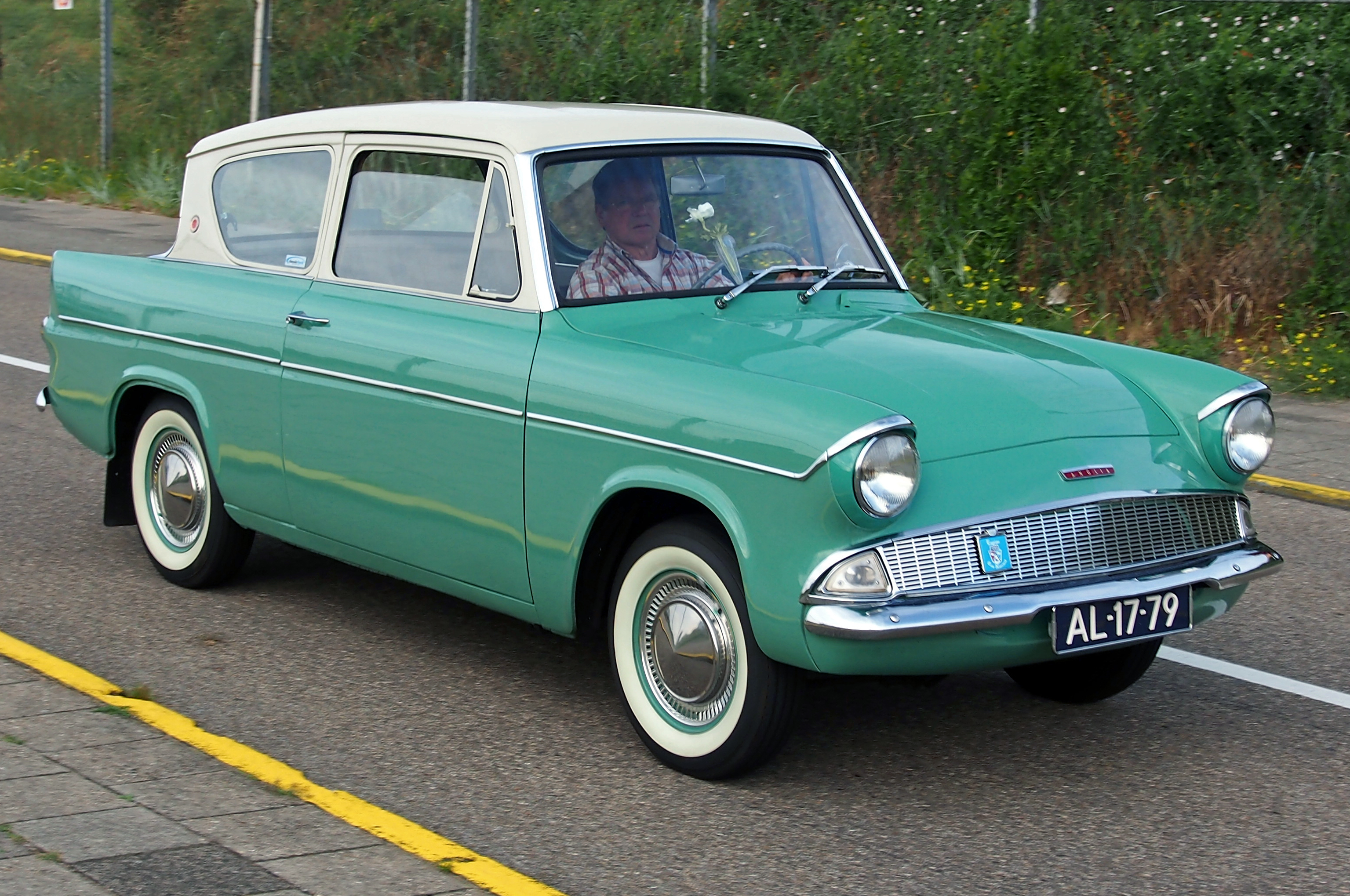
Ford Anglia 105E (1960)
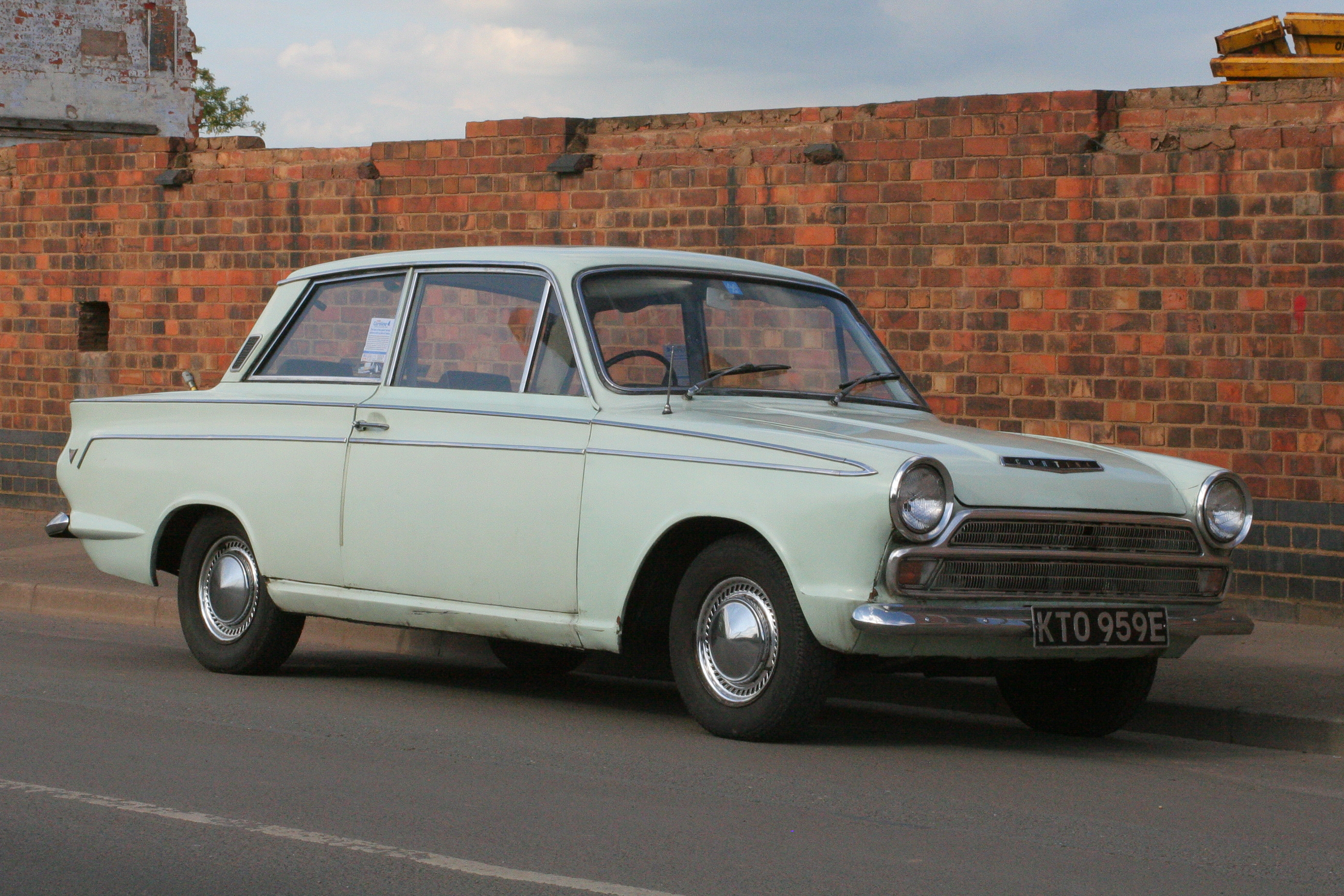
Ford Cortina Mk I (1964–1966)

### Ford of Europe
W latach 60. XX wieku Ford posiadał filie w piętnastu krajach Europy. Dwie spośród nich, Ford of Britain i niemieckie Ford-Werke, niezależnie od siebie prowadziły produkcję samodzielnie opracowanych modeli samochodów, jak i podzespołów do nich; posiadały osobne działy marketingu, sprzedaży i finansów. Na niektórych rynkach modele obu oddziałów ze sobą konkurowały. Z tego względu Henry Ford II podjął starania na rzecz konsolidacji działalności przedsiębiorstwa na terenie Europy, mając na celu redukcję powielania tych samych działań i wykorzystanie tzw. korzyści skali. Pierwszym przedsięwzięciem podjętym wspólnie przez brytyjski i niemiecki oddział Forda był projekt dostawczego modelu Transit. Zaprezentowany w 1965 roku, był to najlepiej sprzedający się samochód dostawczy na wielu rynkach europejskich; na przestrzeni kilkudziesięciu lat jego sukces powtórzyły kolejne generacje tego modelu.
W 1967 roku utworzony został europejski dział koncernu – Ford of Europe, mający koordynować działania poszczególnych oddziałów lokalnych. Jego siedziba ulokowana została w Warley, w Anglii. Na przestrzeni kolejnych lat linia modelowa oferowana przez Forda na terenie Niemiec i Wielkiej Brytanii, jak i reszty Europy, uległa stopniowemu ujednoliceniu. Kolejne modele opracowywane były we współpracy między brytyjskimi zespołami inżynierów i projektantów w Dunton (Laindon) a niemieckimi w Merkenich (Kolonia). W celu ułatwienia komunikacji pomiędzy obiema placówkami Ford uruchomił własną linię lotniczą. W późniejszych latach wspólne konferencje odbywały się przy użyciu wideotelefonii. W latach 1968–1977 do sprzedaży trafiły kolejno modele Escort, Capri, Consul/Granada i Fiesta. Po 1980 roku oferta modelowa Forda w obu krajach była zasadniczo identyczna.
W momencie utworzenia działu europejskiego w 1967 roku, Ford produkował w Wielkiej Brytanii 600 tysięcy samochodów rocznie, a na terenie Niemiec – 375 tysięcy; montaż odbywał się także w kilku innych krajach Europy. Przez kilka kolejnych dekad, począwszy od lat 70. produkcja samochodów na terenie Wielkiej Brytanii uległa ograniczeniu, podejmowana była w innych częściach Europy. W 1999 roku siedziba Ford of Europe przeniesiona została z Warley do Kolonii. W 2002 roku zakłady w Dagenham opuścił ostatni samochód osobowy marki Ford (Fiesta) wyprodukowany na terenie Wielkiej Brytanii. Fabryka Forda w Halewood kontynuowała produkcję samochodów osobowych marek Jaguar i Land Rover (wówczas należących do Ford Motor Company) do jej sprzedaży w 2008 roku, wraz z obiema markami, koncernowi Tata Motors. Produkcja samochodów dostawczych (Transit) prowadzona była w zakładzie w Southampton do 2013 roku. Na przestrzeni lat w fabrykach Forda w Wielkiej Brytanii wyprodukowanych zostało ponad 18 mln pojazdów, z czego około 11 mln w zakładach w Dagenham.
W 1986 roku Ford of Britain i Iveco zawiązały spółkę typu joint venture Iveco Ford Truck Ltd., która przejęła dział Forda odpowiedzialny za produkcję samochodów ciężarowych (modelu Cargo). Ford, będący udziałowcem mniejszościowym, sprzedał ostatnie udziały w spółce w 2003 roku. W 1991 roku Ford zaprzestał także produkcji ciągników rolniczych, sprzedając dział ich produkcji Fiatowi.
Liczba pracowników Forda w Wielkiej Brytanii zmalała z 28 tysięcy w 1999 roku do 15 tysięcy w 2011 roku i 7 tysięcy w 2021 roku. Obecnie Ford prowadzi na terenie Wielkiej Brytanii produkcję silników wysokoprężnych w Dagenham oraz skrzyń biegów w Halewood. Według planów przedstawionych przez Forda w 2021 roku zakład w Halewood ma w 2024 roku podjąć produkcję elektrycznych jednostek napędowych do samochodów osobowych i dostawczych. W Dunton prowadzona jest działalność badawczo-rozwojowa związana z układem przeniesienia napędu. Tam też znajduje się siedziba brytyjskiego oddziału Forda (przeniesiona z Warley w 2019 roku), w tym ogólnokrajowego działu sprzedaży, a także siedziba ogólnoeuropejskich działów pojazdów dostawczych oraz usług finansowych (Ford Credit Europe).
W latach 1977–2020 Ford był najlepiej sprzedającą się marką samochodów osobowych w Wielkiej Brytanii, z udziałem w rynku na poziomie 33% w 1981 roku, 21,1% w 1995 roku, 17,7% w 1999 roku. W 2021 roku udział Forda w rynku spadł do 7%, a pozycję lidera zajął Volkswagen. W rankingu najlepiej sprzedających się modeli, różne modele Forda – Cortina, Escort, Focus i Fiesta, zajmowały pierwsze miejsce nieprzerwanie od 1972 do 2020 roku (w 2021 roku pierwszą pozycję zajął Vauxhall Corsa). Na brytyjskim rynku samochodów dostawczych Ford pozostaje liderem sprzedaży nieprzerwanie od 1966 roku, za sprawą modeli Transit i Transit Custom. W 2021 roku Wielka Brytania była trzecim pod względem wielkości sprzedaży rynkiem dla koncernu Ford (po Stanach Zjednoczonych i Chinach).

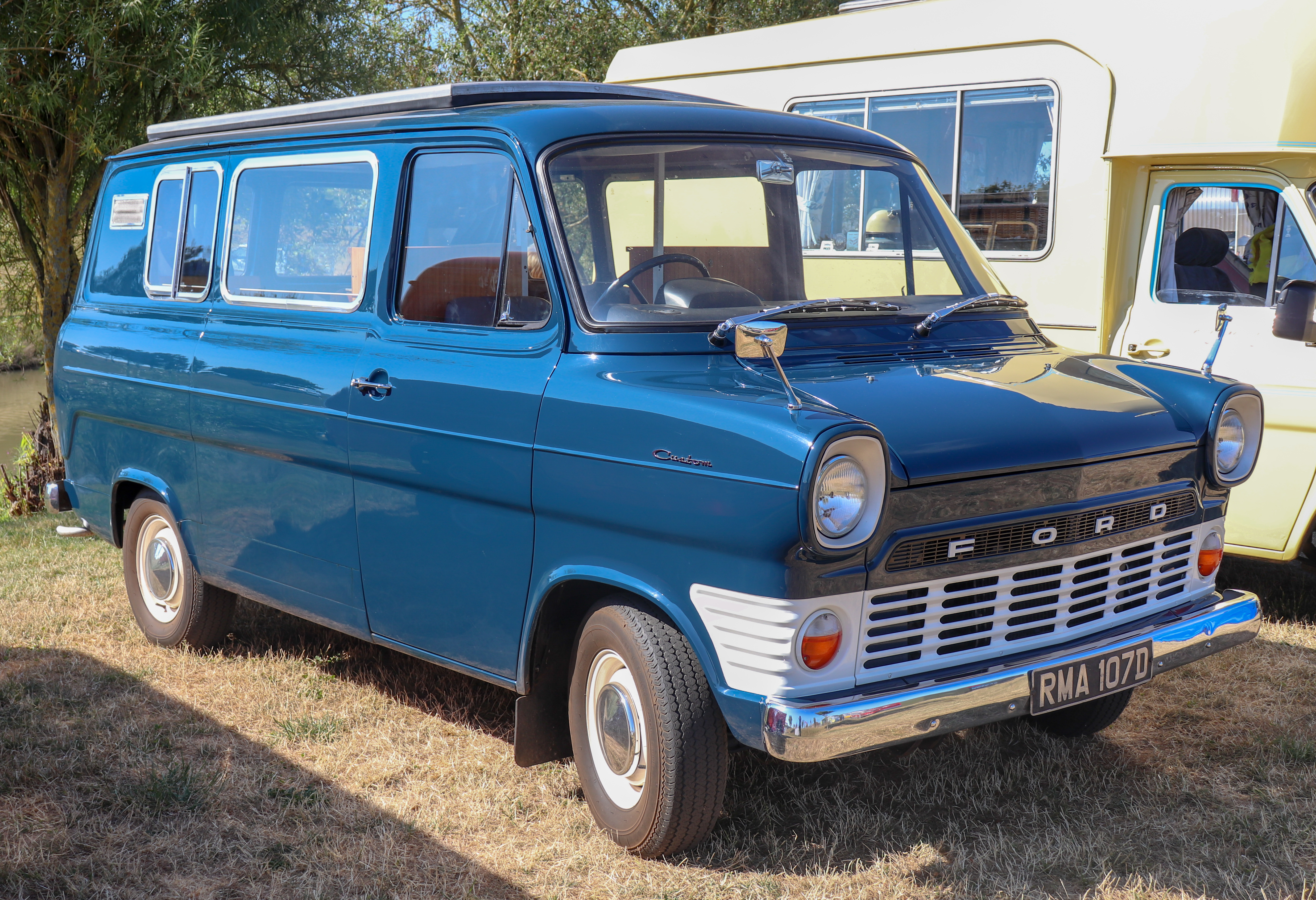
Ford Transit Mk I (1966)
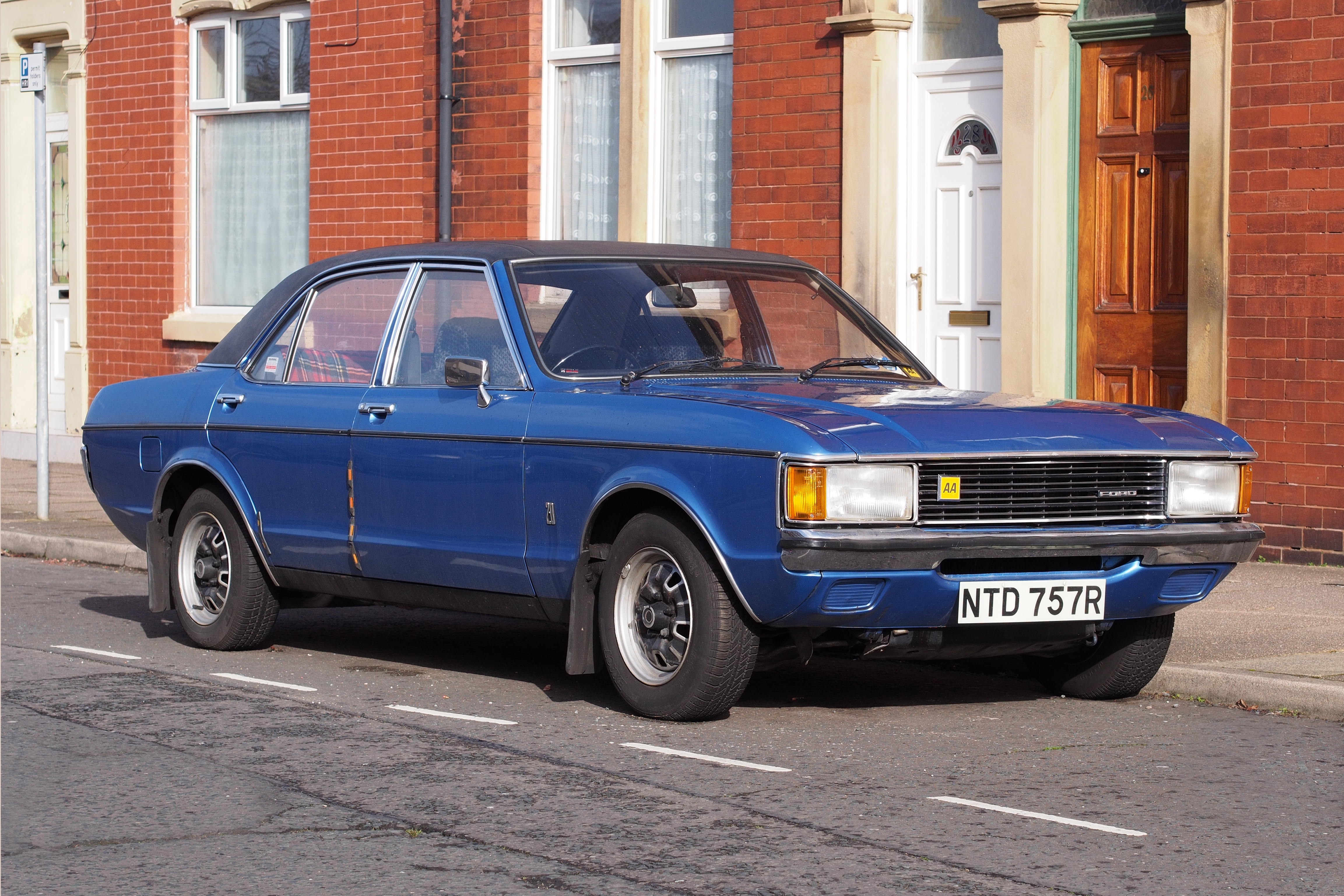
Ford Granada Mk I (1972–1976)
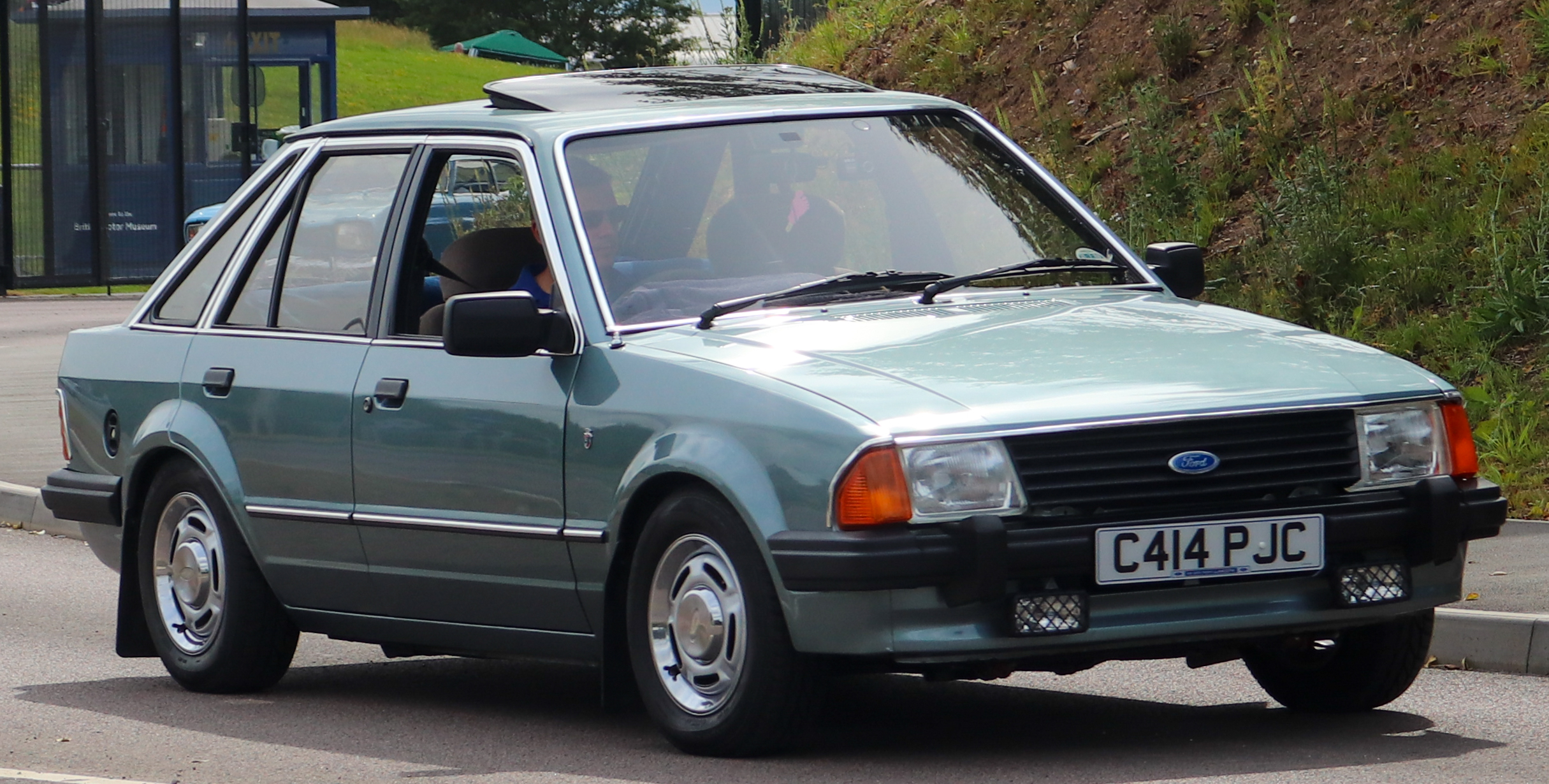
Ford Escort Mk III (1985)
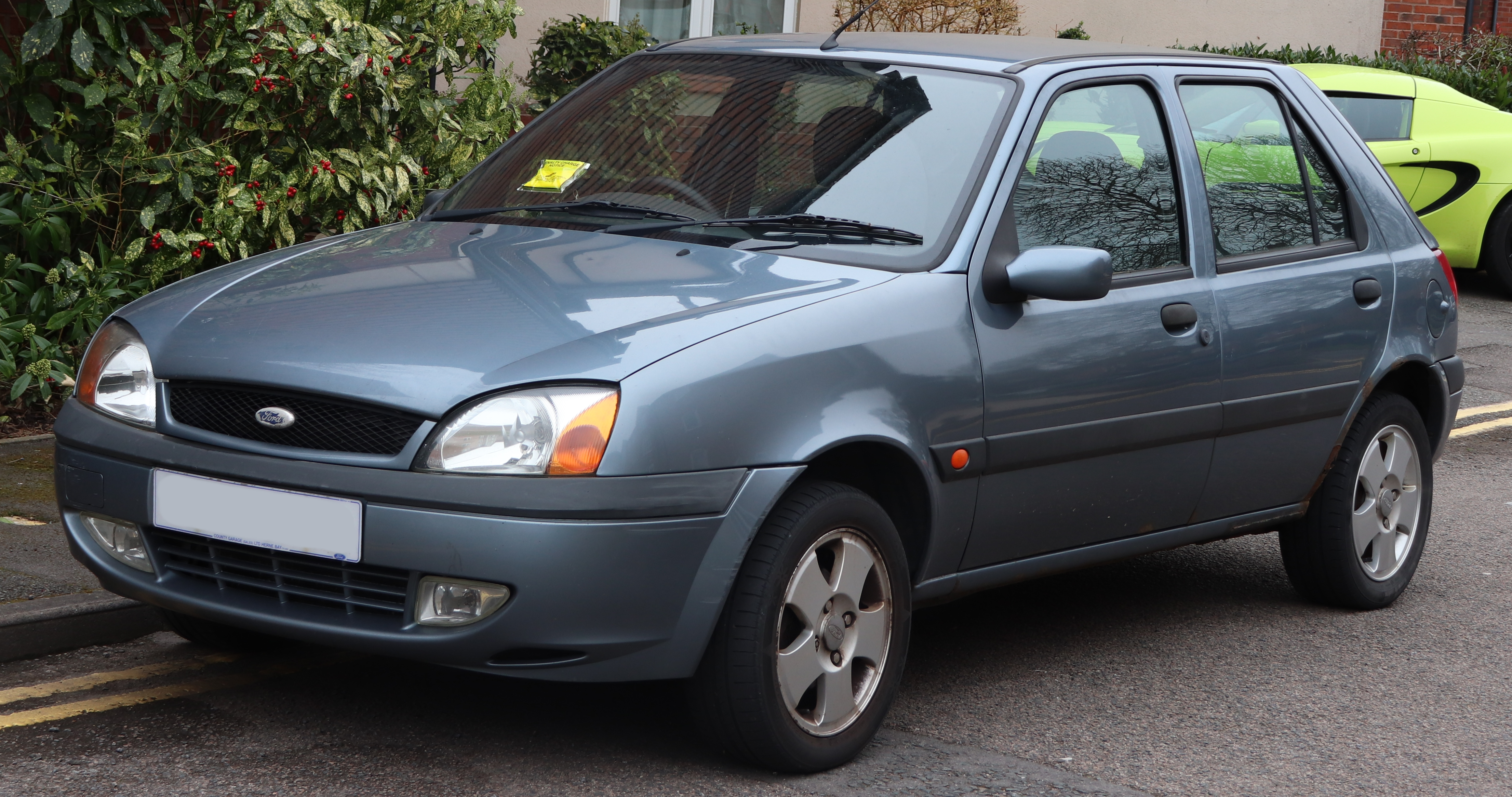
Ford Fiesta Mk IV (2001), ostatni osobowy model Forda produkcji brytyjskiej
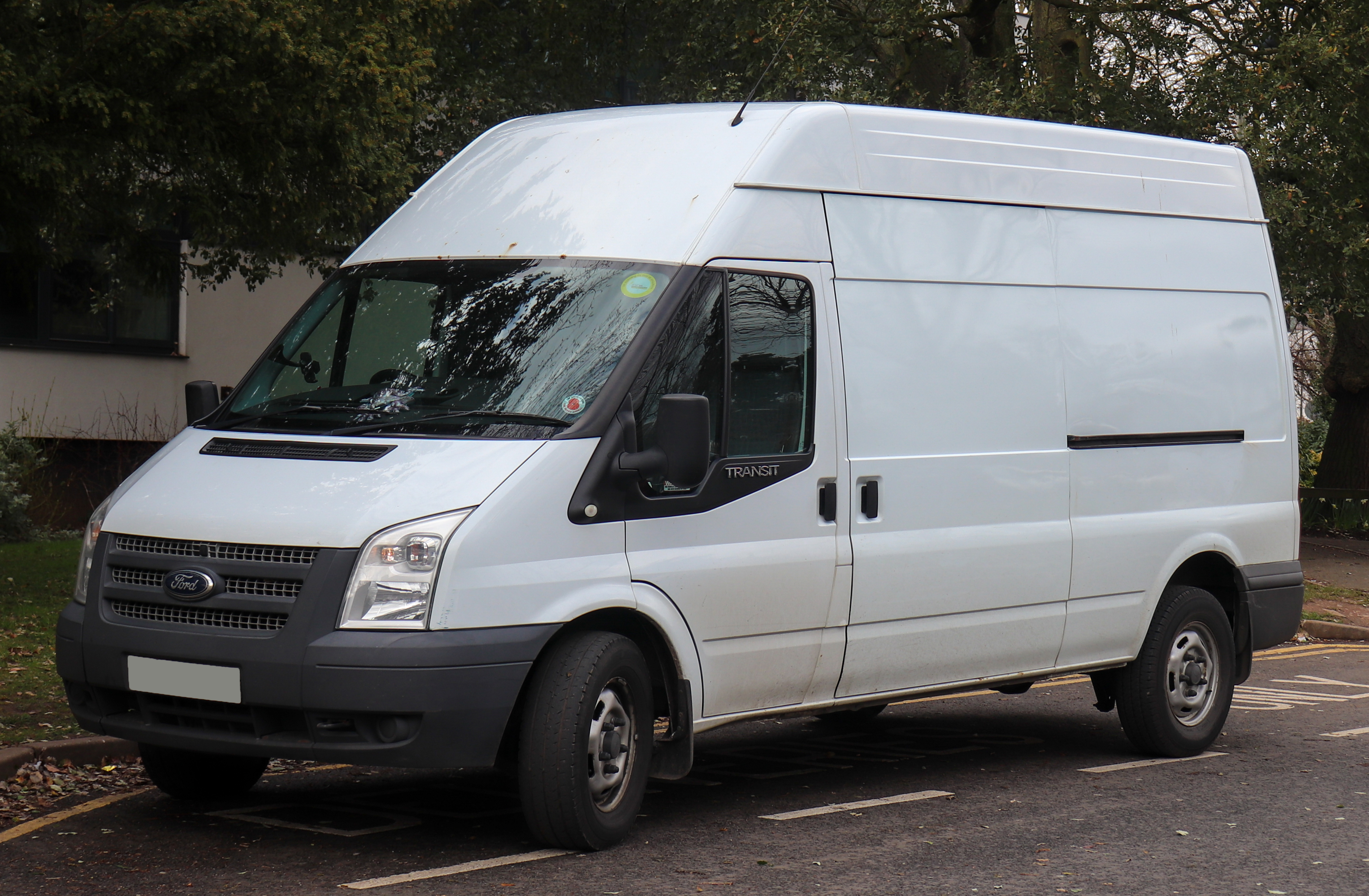
Ford Transit Mk V (2013), ostatni model Forda produkcji brytyjskiej

## Modele pojazdów

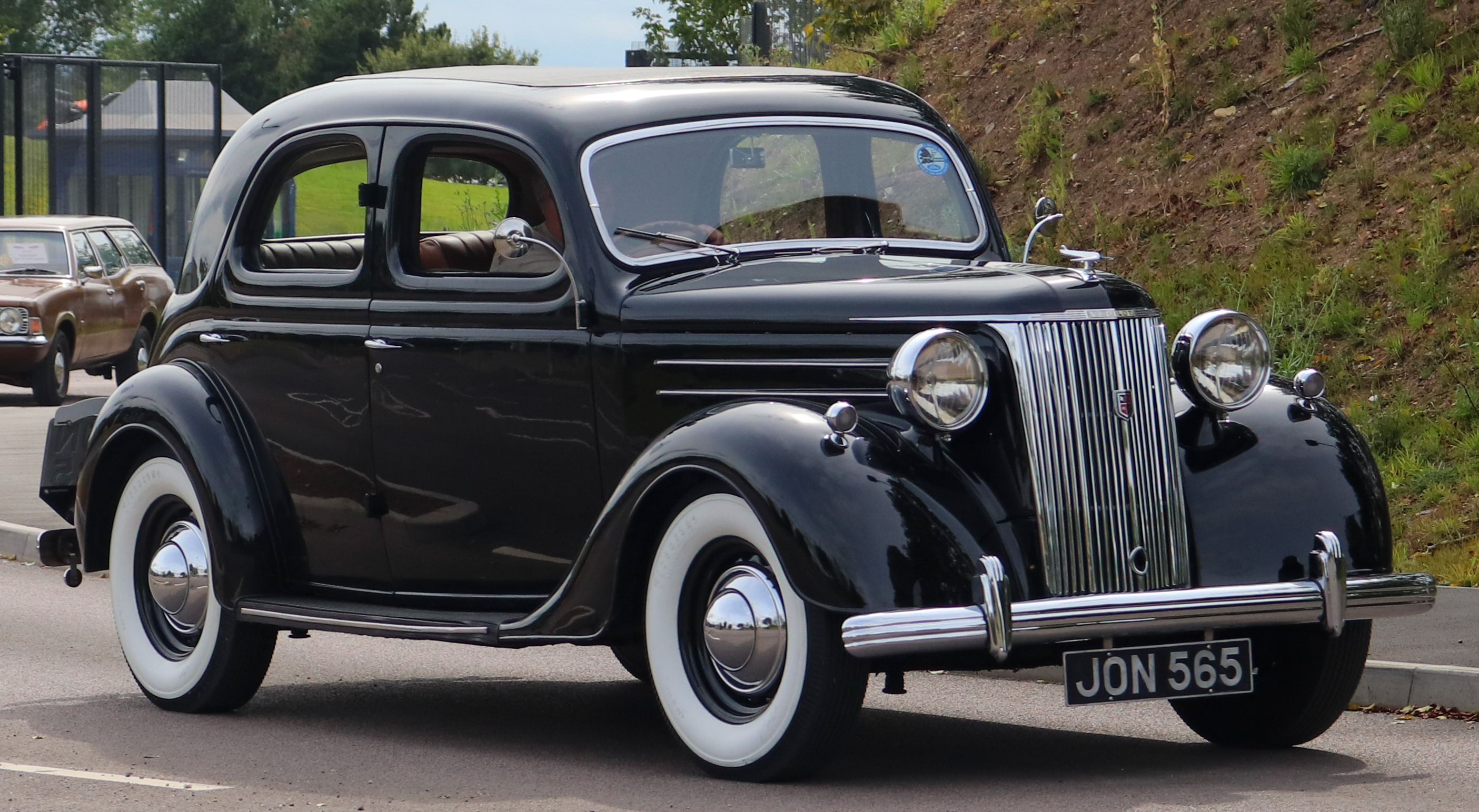
Ford V8 Pilot (1949)

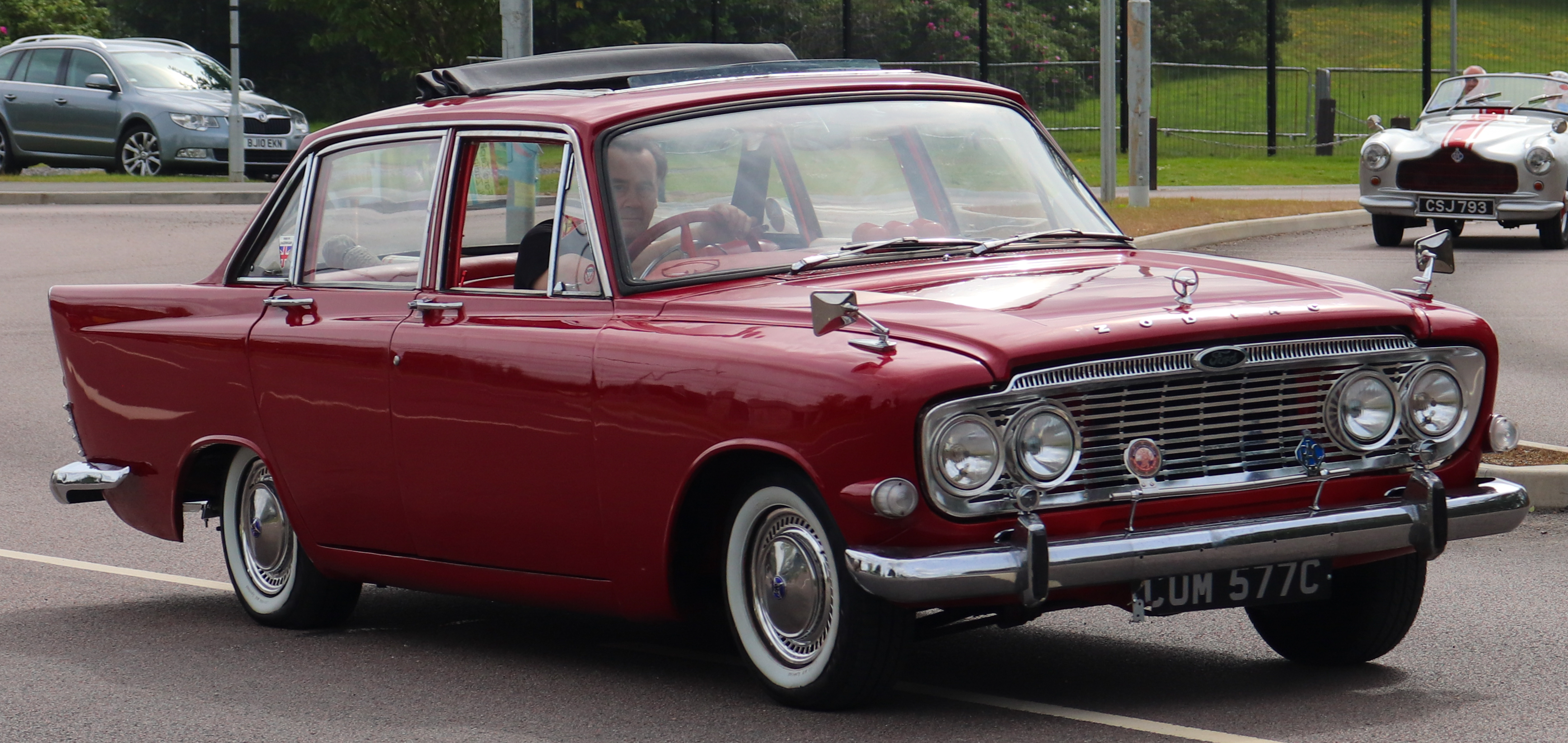
Ford Zodiac Mk III (1965)

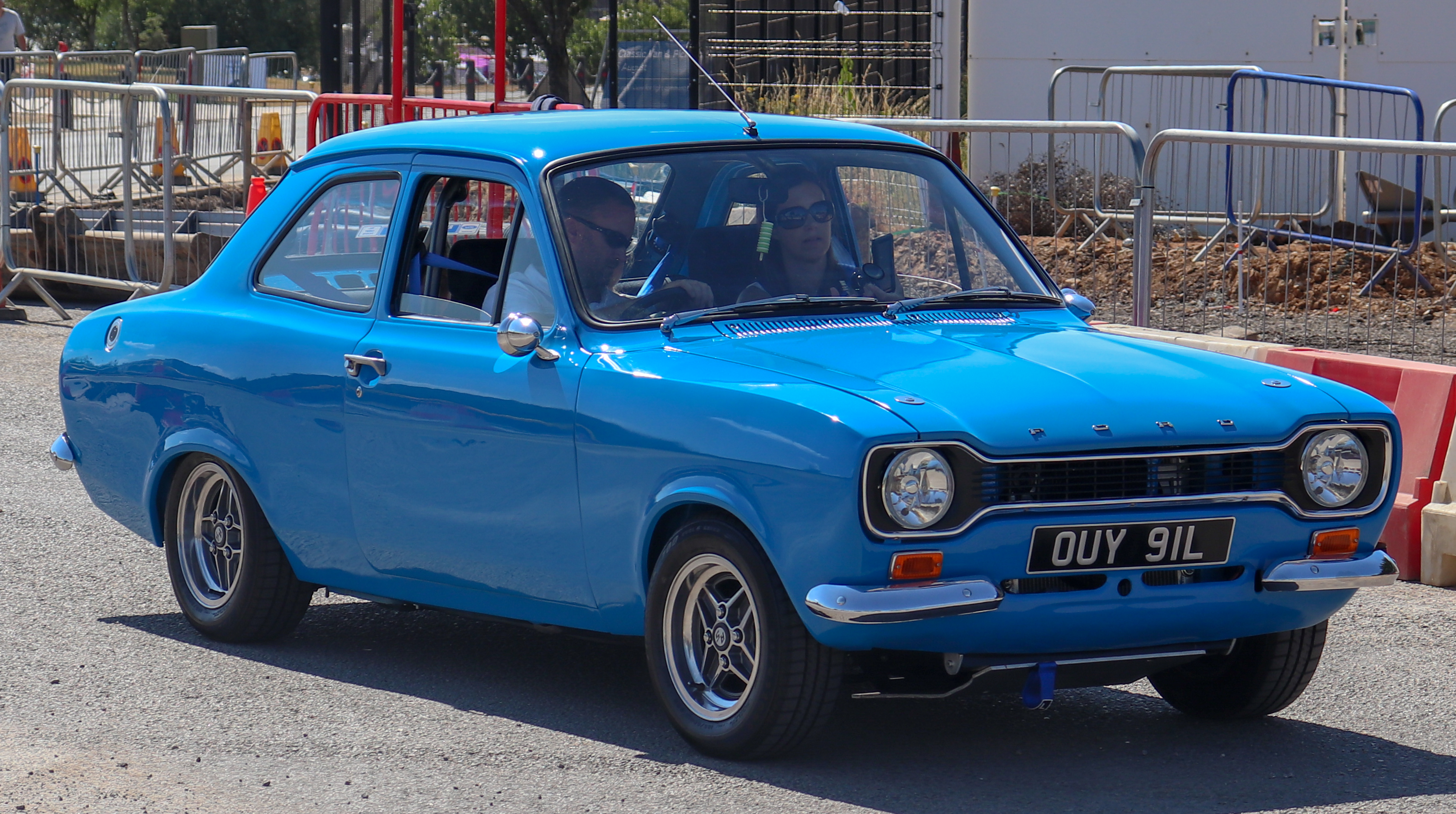
Ford Escort Mk I (1972)

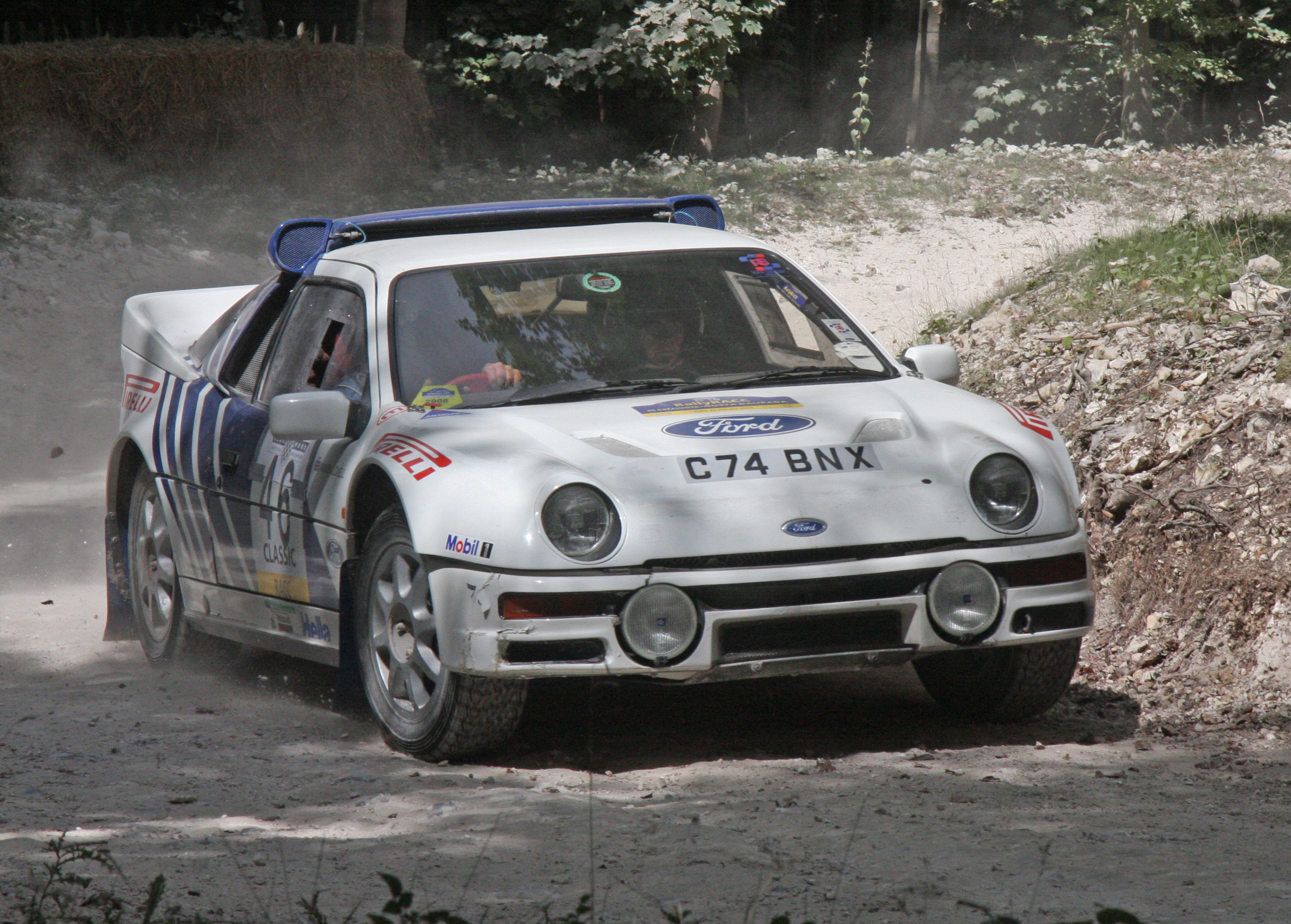
Ford RS200 (1984–1986)

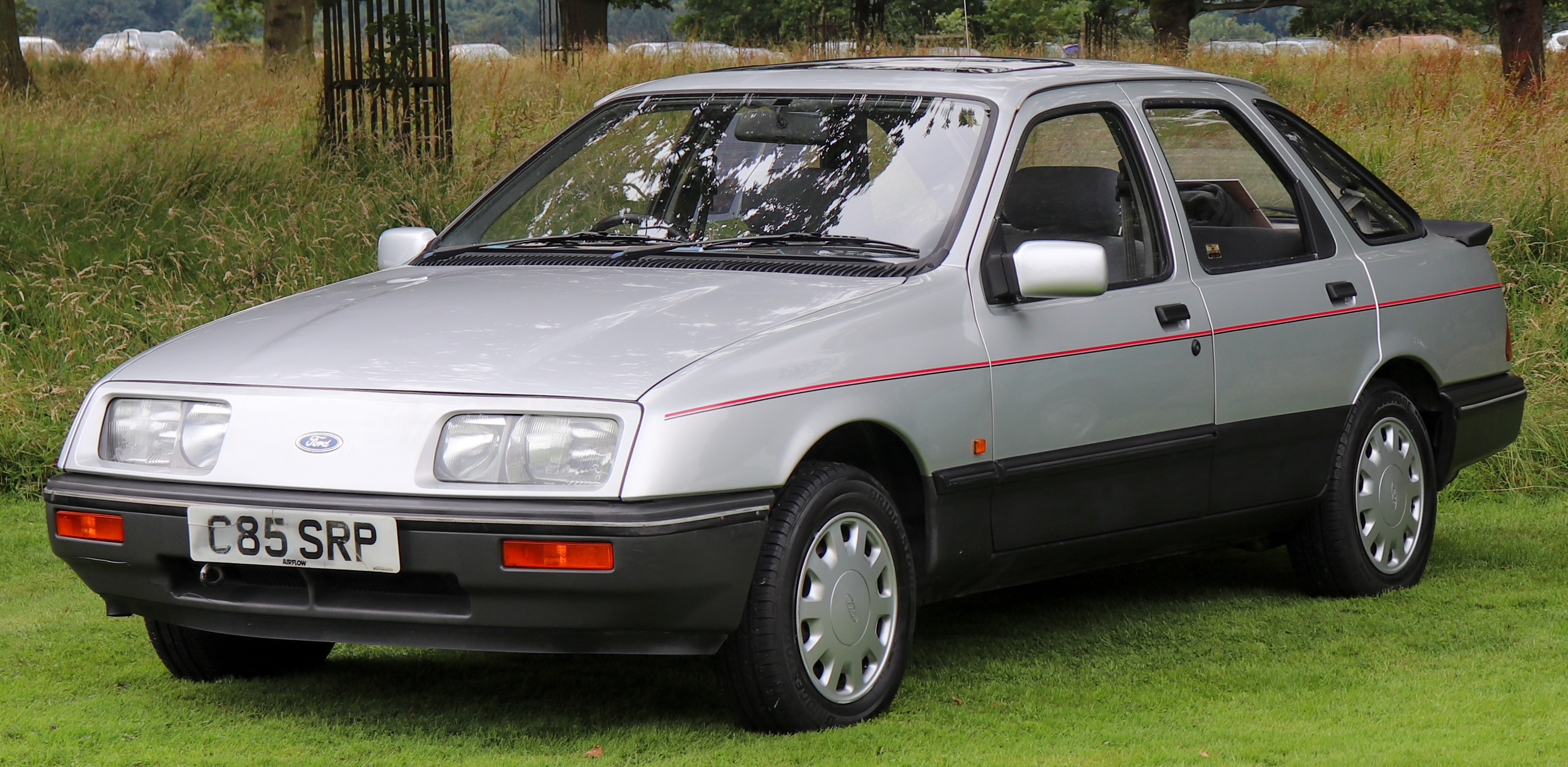
Ford Sierra (1986)

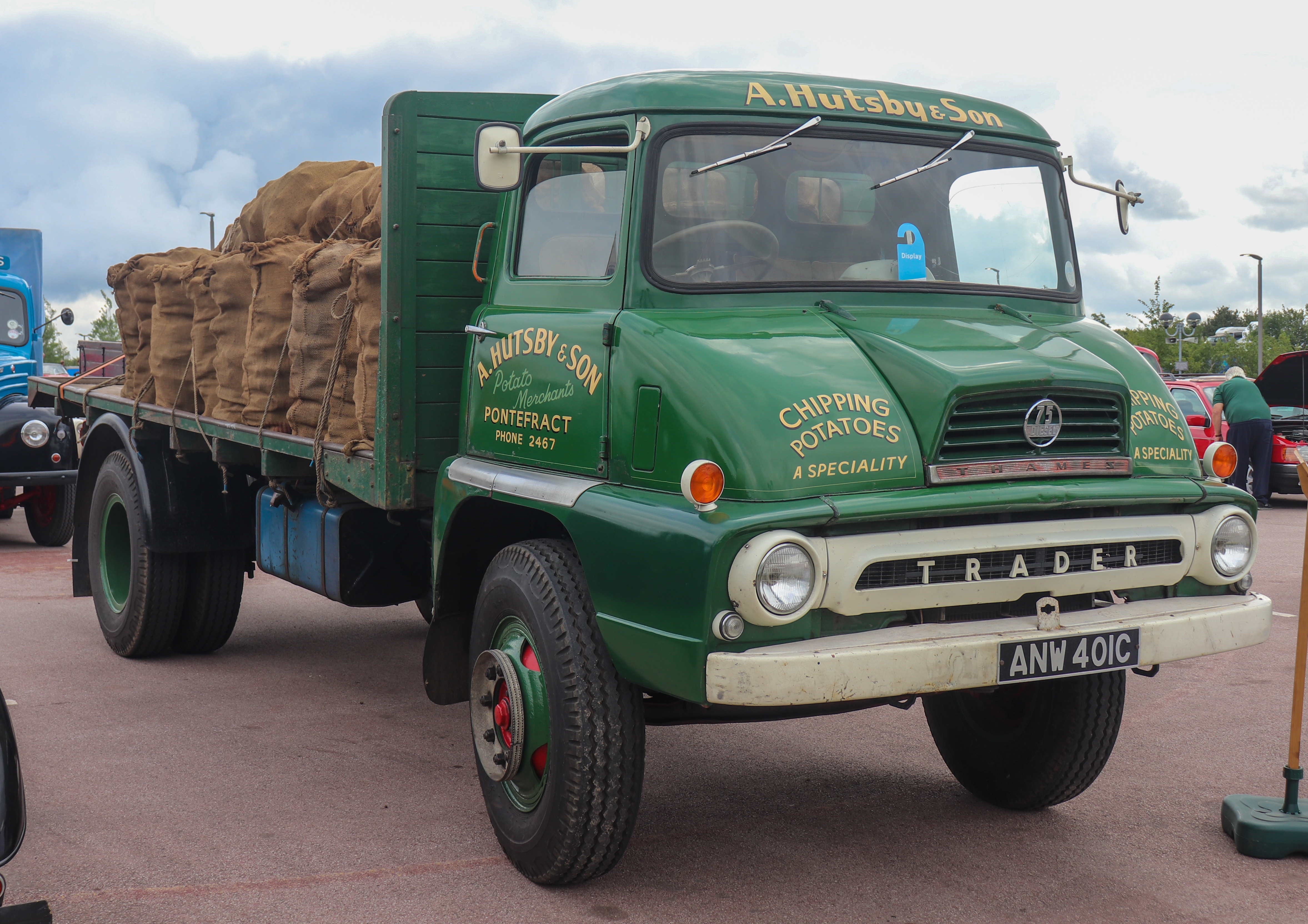
Ford Thames Trader (1965)

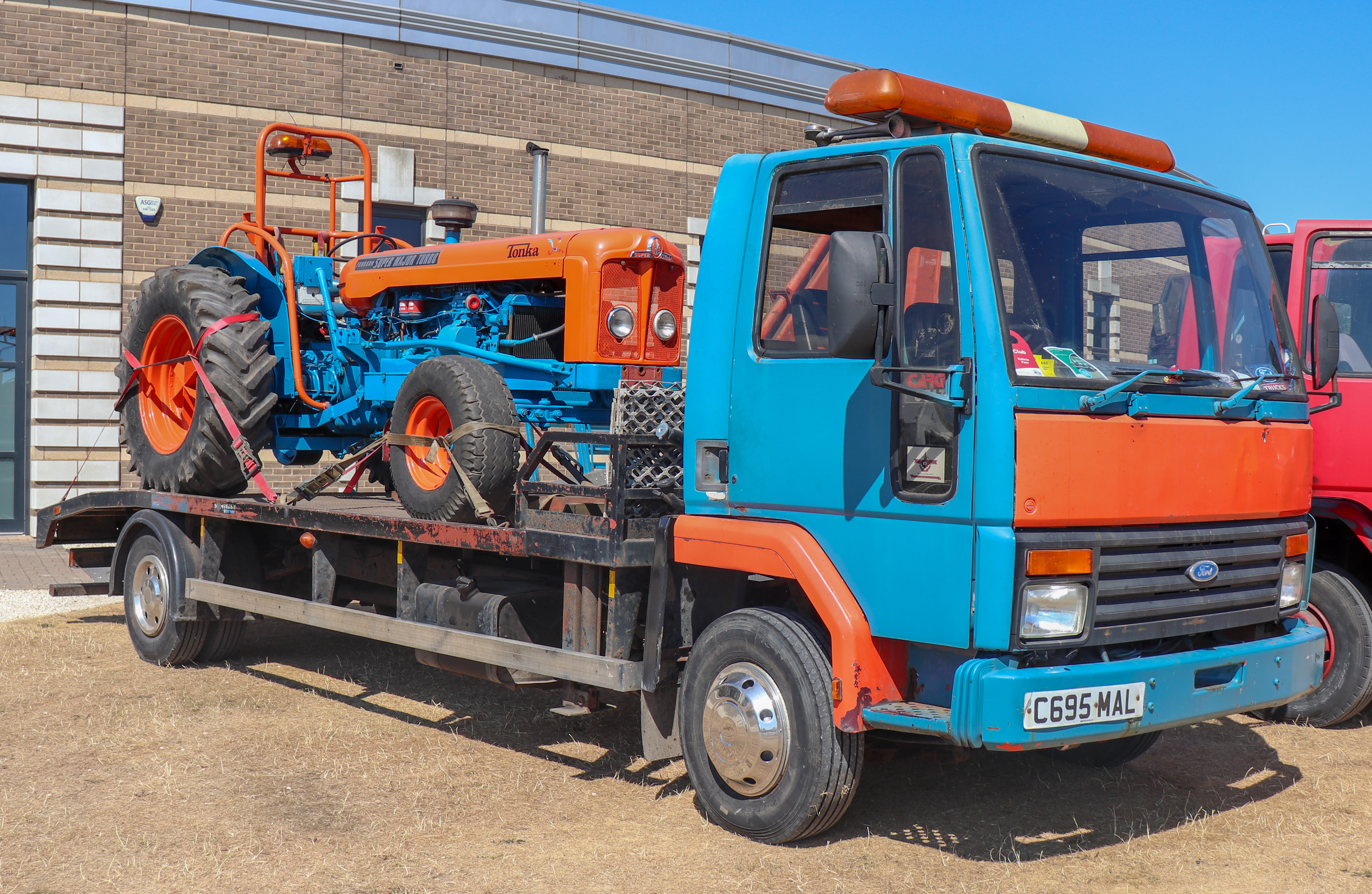
Ford Cargo (1985) z traktorem Fordson Super Major Turbo

Poniżej wyszczególnione są modele pojazdów produkowane przez Ford of Britain na terenie Wielkiej Brytanii. W nawiasach lata produkcji i liczba wyprodukowanych egzemplarzy.

### Samochody osobowe[35]
- Model T (1911–1927, 300 000)[36]
- Model A/AF (1928–1933[37], 14 515)
- Model B/BF (1932–1935, 8784)
- Model Y (1932–1937, 157 668)
- Model C/CX (1935–1937, 96 553)
- 7W (1937–1938, 41 665)
- 7Y (1938–1939, 65 098)
- V8:
  - Model 18 (1932–1933)
  - Model 40(inne języki) (1933–1934, 911 wraz z Modelem 18)
  - Model 48 (1934–1936, 616)
  - Model 62 (1937–1939, 12 226)
  - Model 68 (1935–1936, 4527)
  - Model 78 (1937–1938, 4331)
  - Model 81 (1938, 1200)
  - Model 91 (1939, 1878)
- V8 Pilot (1947–1951, 22 155)
- Prefect:
  - E93A (1938–1949, 158 007)
  - E493A (1949–1953, 192 229)
  - 100E (1952–1959, 100 554)
  - 107E (1959–1961, 38 154)
- Anglia:
  - E04A (1939–1948, 55 807)
  - E494A (1948–1953, 108 778)
  - 100E (1953–1959, 345 841)
  - 105E (1959–1967, 1 004 737)
  - Super 123E (1962–1967, 79 223)
- Popular:
  - 103E (1953–1959, 155 340)
  - 100E (1959–1962, 126 115)
- Squire (1955–1959[38], 17 812)
- Escort (5 202 412 łącznie we wszystkich wersjach)[39]:
  - 100E (1955–1961, 33 131)
  - Mk I (1968–1974, 1 076 112)
  - Mk II (1975–1980, 631 828)
  - Mk III (1980–1986, 1 857 000 wraz z modelem Orion Mk I)[40]
  - Mk IV (1986–1990)[41]
  - Mk V (1990–1996)[42]
  - Mk VI (1995–2000)[42][39]
- Consul:
  - Mk I (EOTA) (1950–1956, 227 732)
  - Mk II (204E) (1956–1962, 71 585)
  - Mk III (1972–1975, 123 368 wraz z modelem Granada Mk I[40])
- Consul Classic (1961–1963, 111 225)
- Consul Capri (1961–1964, 18 716)
- Zephyr:
  - Mk I (EOTTA) (1951–1956, 148 629)
  - Mk II (206E) (1956–1962, 294 506 wraz z modelem Zodiac Mk II)
  - Mk III (211E, 213E) (1962–1966, 214 190)
  - Mk IV (1966–1972, 102 417)
- Zodiac:
  - Mk I (EOTTA) (1954–1956, 22 634)
  - Mk II (206E) (1956–1962)
  - Mk III (213E) (1962–1966, 77 709)
  - Mk IV (1966–1972, 46 846 wraz z modelem Executive)
- Executive (1966–1972)
- Cortina:
  - Mk I (1962–1966, 933 143)
  - Mk II (1966–1970, 1 010 580)
  - Mk III (1969–1976, 1 126 559)
  - Mk IV (1976–1979, 1 131 850 wraz z modelem Mk V)
  - Mk V (1979–1982)
- Corsair (1963–1970, 331 095[43])
- GT40 (1966?, 31)[44]
- Capri:
  - Mk I (1968–1974, 374 700[40])
  - Mk II (1974–1977, 84 400[40])
- Granada:
  - Mk I (1972–1976, 123 368 wraz z modelem Consul Mk III[40])
- GT70(inne języki) (1970–1972, 6)[45][46]
- Sierra (1982–1993)[40]
- Orion:
  - Mk I (1983–1986)[47]
  - Mk II (1986–1990)[48]
  - Mk III (1990–1992)[49]
- RS200 (1984–1986, 146)[50]
- Fiesta:
  - Mk I (1976–1983)[51]
  - Mk II (1983–1989)[52]
  - Mk III (1989–1996)[53]
  - Mk IV (1995–2002)[21][54]

### Samochody dostawcze
- Fordson/Thames E83W(inne języki) (1938–1957)[55]
- Thames 300E (1954–1961)[55]
- Thames 307E (1961–1968)[55]
- Thames 400E (1957–1965)[55]
- Transit:
  - Mk I (1965–1978)[45]
  - Mk II (1978–1986)[45]
  - Mk III (1986–2000)[45]
  - Mk IV (2000–2006)[45]
  - Mk V (2006–2013)[45]

### Samochody ciężarowe
- Model TT (1918–1927)[56]
- Model AA(inne języki) (1931–?)[11]
- Model BB(inne języki) (1932–1945)[45]
- Fordson/Fordson Thames 7V(inne języki) (1937–1949)[55]
- Thames Trader(inne języki) (1957–1965)[55]
- A-Series(inne języki) (1972–1982)[45]
- D-Series(inne języki) (1965–1981)[45]
- Cargo(inne języki) (1981–1992)[c][45]

### Podwozia autobusowe
- R-Series(inne języki) (1964–1986)[55]

### Ciągniki rolnicze
W latach 1933–1991 Ford produkował na terenie Wielkiej Brytanii ciągniki rolnicze pod markami Fordson, Ford i New Holland (prawa do tej ostatniej nabył w 1986 roku).

## Placówki przedsiębiorstwa

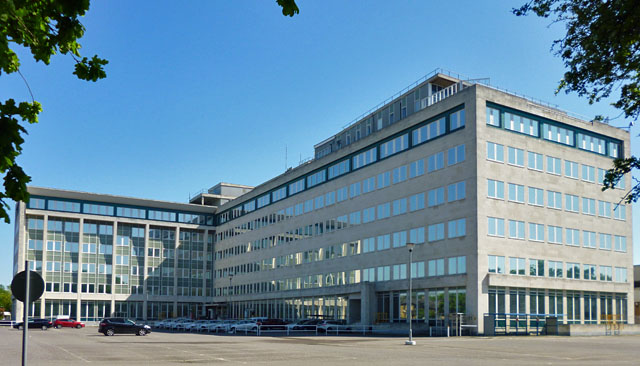
Siedziba Ford of Europe (1967–1999) i Ford of Britain (1964–2019) w Warley

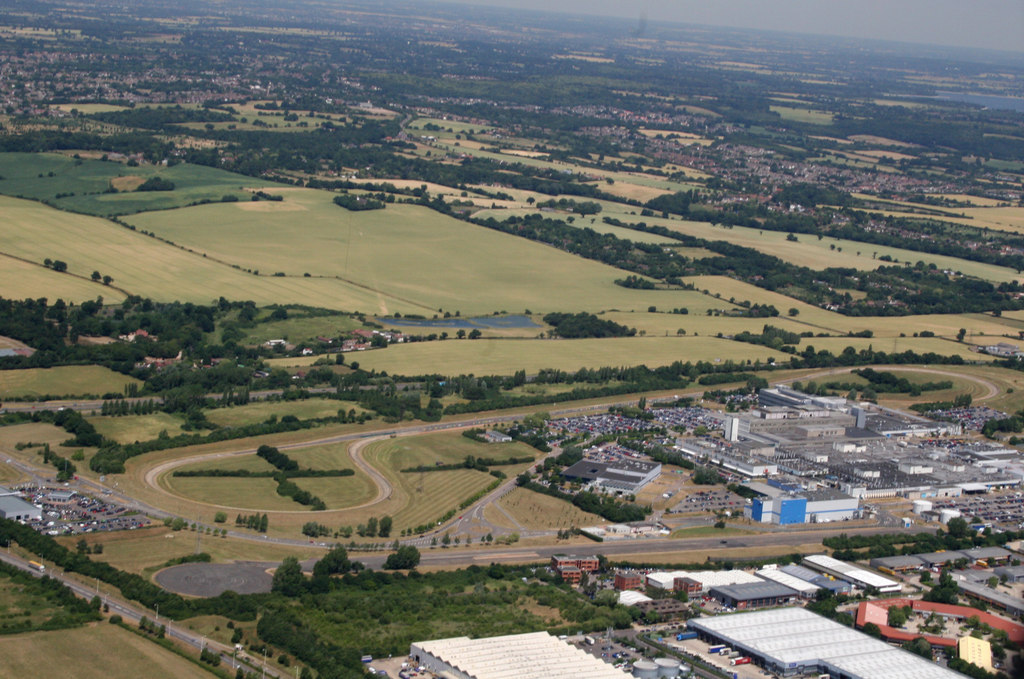
Zakłady Forda w Laindon (Dunton)

### Obecne[b]
- Laindon (Dunton) – siedziba przedsiębiorstwa, dział marketingu i sprzedaży (od 2019)[58], zakład badawczo-rozwojowy otwarty w 1967[59]
- Dagenham – zakład produkcyjny silników spalinowych[25], otwarty w 1931, do 2002 produkcja samochodów osobowych[60]
- Halewood – zakład produkcyjny skrzyń biegów[26], otwarty w 1963, do 2008 także osobny zakład produkcji samochodów osobowych[61][22]
- Londyn – biuro badawczo-rozwojowe, otwarte 2017[62][63]
- Daventry – centrum dystrybucyjne części samochodowych, otwarte w 1968[64]

### Dawne
Fabryki pojazdów
- Aveley – produkcja samochodów wyczynowych, 1970–1975[65]
- Basildon – produkcja ciągników rolniczych, 1965–1991[9]
- Manchester (Trafford Park) – produkcja samochodów osobowych i ciężarowych, 1911–1931[66]
- Slough (Langley) – produkcja samochodów dostawczych i ciężarowych, 1949–1986[18][67]
- Southampton (Swaythling) – produkcja samochodów dostawczych, 1953–2013[23][19]

Fabryki podzespołów
- Belfast – produkcja podzespołów,?–2000[68]
- Bridgend – produkcja silników spalinowych, 1980–2020[69]
- Enfield – produkcja podzespołów,?–2000[68]
- Royal Leamington Spa – produkcja hamulców ciernych, 1940–2007[70]
- Swansea – produkcja podzespołów, 1965–2000[71][68]

Inne placówki
- Birmingham – zakład badawczo-rozwojowy, 1955–1967?[72]
- Boreham – tor testowy samochodów rajdowych i ciężarowych, 1955–2003[73]
- Warley – siedziba przedsiębiorstwa 1964–2019, w latach 1967–1999 także siedziba Ford of Europe(inne języki)[58][29]

## W kulturze

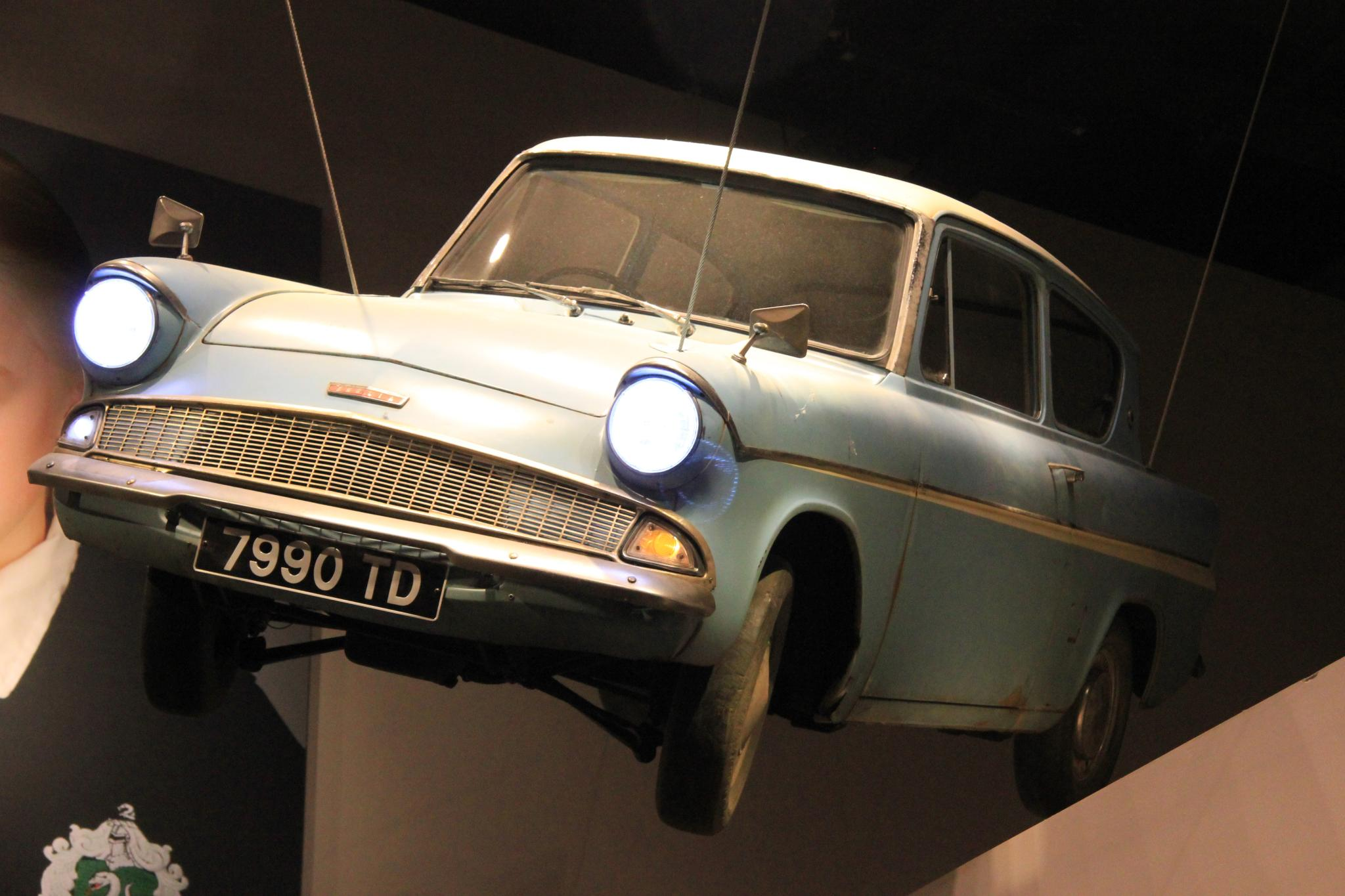
Replika latającego Forda Anglii z cyklu Harry Potter

Samochody Forda odgrywały znaczące role w licznych brytyjskich serialach telewizyjnych, zwłaszcza policyjnych i kryminalnych, m.in. Z-Cars z lat 60. (Zephyr), The Sweeney z lat 70. (Cortina, Granada) i The Professionals z przełomu lat 70. i 80. XX wieku (Capri). Ford Transit cieszył się dużą popularnością wśród zespołów rockowych na trasach koncertowych, jak i grup przestępczych, zarówno w świecie rzeczywistym, jak i filmowym. Na Wyspach Brytyjskich model ten jest szeroko kojarzony ze stereotypem „faceta w białym vanie” (white van man) – kierowcy, często wykonującego zawód hydraulika, budowlańca lub podobny, poruszającego się po drogach w sposób nieostrożny, bez zważania na innych uczestników ruchu. Latający Ford Anglia stanowi istotny element fabuły w książce i filmie Harry Potter i Komnata Tajemnic.